# Baltimore
Baltimore es la ciudad más poblada del estado estadounidense de Maryland. Está situada en el centro del estado, junto al río Patapsco, que desemboca en la bahía de Chesapeake. Fundada en 1729, es un importante centro portuario, el más próximo de la Costa Este a los mercados del Medio Oeste, y, antiguamente, el segundo puerto que mayor volumen de entrada de inmigrantes recibía en los Estados Unidos y un importante centro manufacturero.
Tras el declive de la manufactura, la economía de Baltimore cambió hacia el sector servicios. La Universidad Johns Hopkins y el Hospital Johns Hopkins acaparan la mayor cifra de trabajadores de la ciudad. En 2008, la población de Baltimore era de 636.919 habitantes, mientras que el Área Metropolitana de Baltimore era de 2.668.056 habitantes, la 20.ª más grande del país. El área estadística combinada asociada a Baltimore tiene alrededor de 8,3 millones de habitantes.
La ciudad recibe su nombre de Lord Baltimore, de la Cámara Irlandesa de los Lores y fundador de la colonia británica de Maryland. Baltimore tomó su nombre de un lugar de la parroquia de Bornacoola, en los condados de Leitrim y Longford, en Irlanda. Baltimore es la forma anglificada del irlandés Baile an Ti Mhóir, que significa "Ciudad de la Casa Grande"; no confundir con Baltimore, en el Condado de Cork, cuyo nombre en irlandés es Dún na Séad.

## Historia

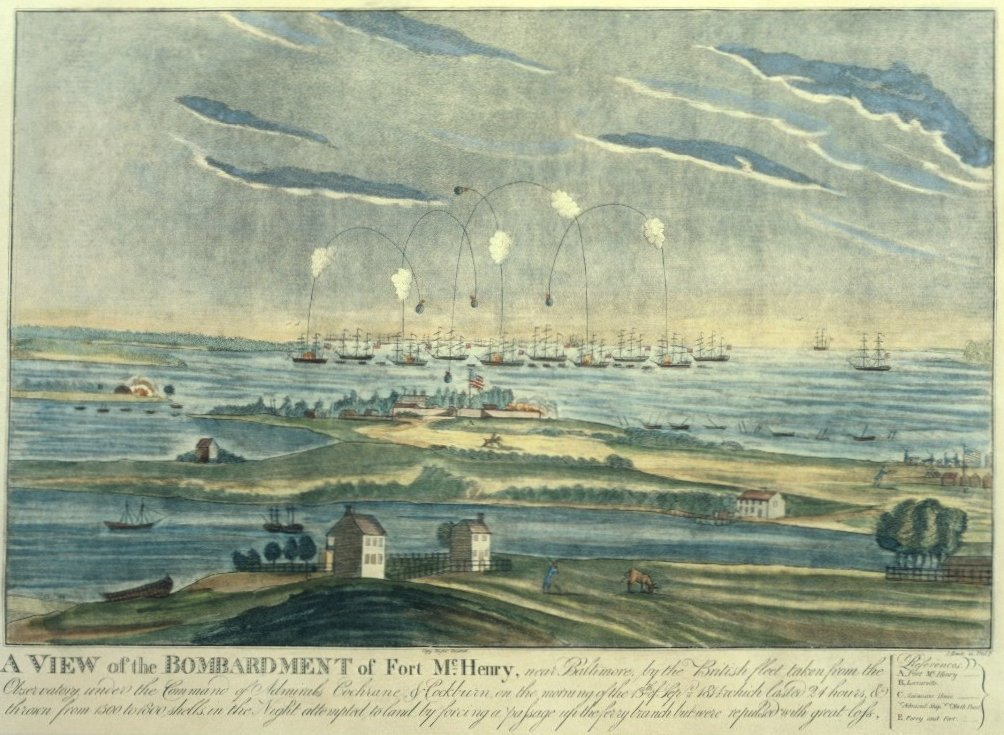
Bombardeo del Fort McHenry en 1814.

La Asamblea General colonial de Maryland creó el Puerto de Baltimore en Locust Point en 1706 para el comercio del tabaco. Baltimore fue fundado el 30 de julio de 1729, y fue nombrado en honor al Lord Baltimore (Cecilius Calvert, quien fue el primer propietario de la Provincia de Maryland. Cecilius Calvert era hijo de George Calvert, quien se convirtió en el primer Barón de Baltimore del condado de Cork, en Irlanda, en 1625.
Baltimore jugó un papel clave en la Revolución estadounidense. Líderes de la ciudad como Jonathan Plowman Jr. se trasladaron a la ciudad para unirse a la resistencia contra los impuestos británicos y los comerciantes firmaron acuerdos para no comerciar con Gran Bretaña. El Congreso se reunió en la Henry Fite House desde diciembre de 1776 hasta febrero de 1777, convirtiéndose Baltimore en la capital de los Estados Unidos durante ese periodo. Tras la guerra, el pueblo de Baltimore, Jonestown y una zona conocida como Fells Point formaron la ciudad de Baltimore en 1797. La ciudad continuó formando parte del condado de Baltimore hasta 1851, cuando se convirtió en una ciudad independiente.
En la ciudad se desarrolló la Batalla de Baltimore durante la guerra anglo-estadounidense de 1812. Tras la quema de Washington, los británicos atacaron Baltimore durante la noche del 13 de septiembre de 1814. Los efectivos estadounidenses del Fort McHenry defendieron con éxito el puerto de la ciudad. Francis Scott Key, un abogado de Maryland, estaba a bordo de un barco británico en el que había estado negociando la liberación de un prisionero estadounidense, Dr. William Beanes. Key presenció el bombardeo de esta nave y más tarde escribió "The Star-Spangled Banner", un poema relatando el ataque. "Star-Spangled Banner" se convirtió en el himno nacional de los Estados Unidos en 1931.
Después de la Batalla de Baltimore, la población de la ciudad creció rápidamente. La construcción de la Carretera Nacional con fondos federales (actualmente U.S. Route 40) y el privado Ferrocarril de Baltimore & Ohio (B&O) hizo de Baltimore un centro importante industrial y de transporte mediante la conexión de la ciudad con los principales mercados en el Medio Oeste. Baltimore adquirió su apodo "The Monumental City" tras una visita en 1827 a Baltimore del Presidente John Quincy Adams.

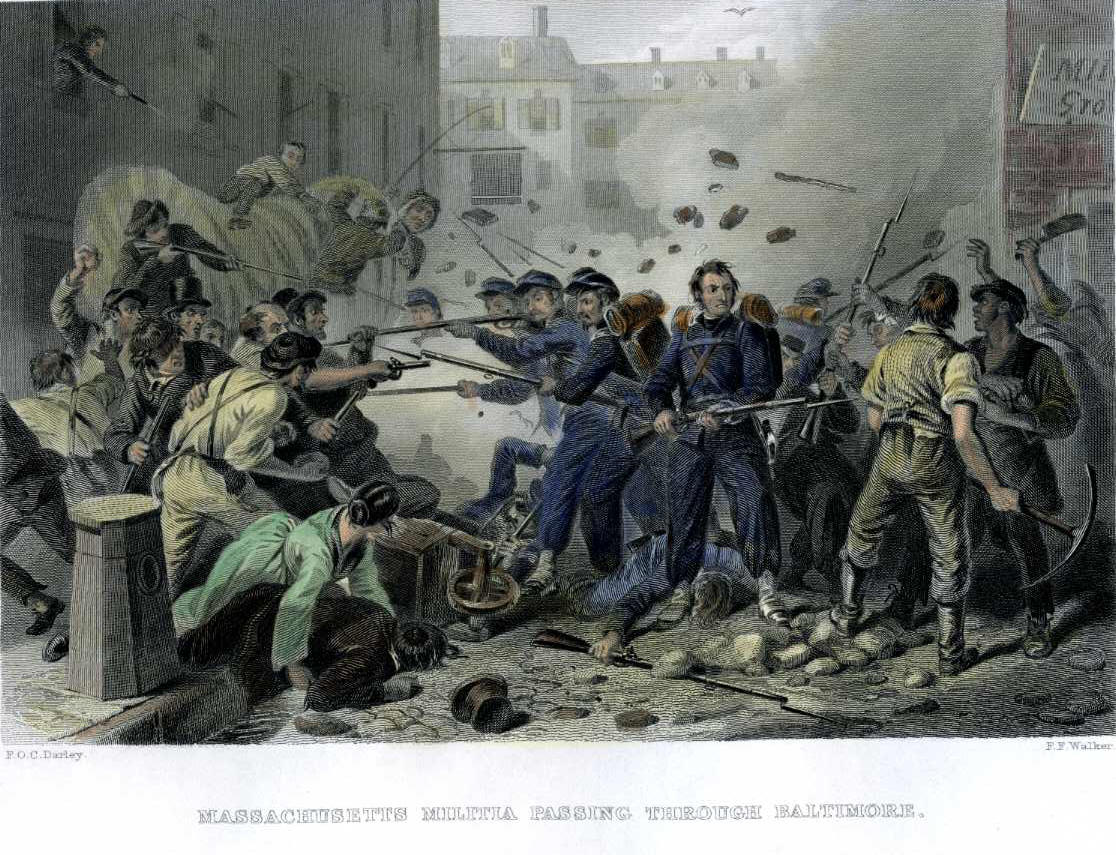
Disturbio de Baltimore de 1861.

Maryland no se separó de la Unión durante la guerra de Secesión, sin embargo, cuando los soldados de la Unión marcharon por la ciudad al comienzo de la guerra, los simpatizantes confederados atacaron a las tropas, lo que condujo al disturbio de Baltimore de 1861. Cuatro soldados y 12 civiles murieron durante los disturbios, que obligaron a las tropas de la Unión a ocupar Baltimore. Maryland quedó bajo administración federal hasta el final de la guerra en abril de 1865.
A raíz de una depresión económica conocida como Pánico de 1873, la compañía del Ferrocarril de Baltimore & Ohio intentó reducir los salarios de sus trabajadores, lo que condujo a la gran huelga ferroviaria de 1877. El 20 de julio, el gobernador de Maryland John Lee Carroll convocó al 5.º y 6.º Regimiento de la Guardia Nacional para poner fin a la huelga, que había interrumpido los servicios de trenes en Cumberland. Los ciudadanos simpatizantes de los trabajadores del ferrocarril atacaron a las tropas de la Guardia Nacional mientras marchaban de sus armerías en Baltimore a la estación de Camden. Los soldados del 6.º Regimiento abrieron fuego contra la multitud, matando a 10 personas e hiriendo a otras 25. Los manifestantes dañaron trenes del Ferrocarril de Baltimore & Ohio y quemaron partes de la estación de tren. El 21 y 22 de julio se restableció el orden en la ciudad con la llegada de las tropas federales y se puso fin a la huelga.

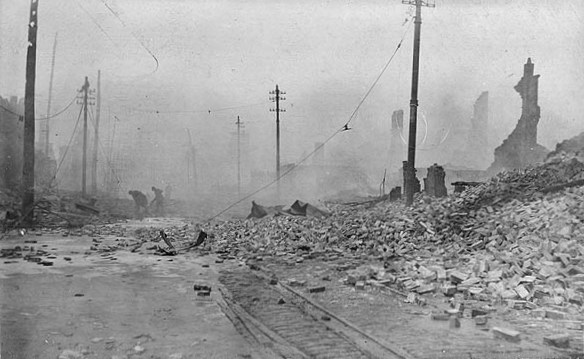
El gran incendio de Baltimore de 1904.

El gran incendio de Baltimore ocurrido el 7 de febrero de 1904 destrozó más de 1500 edificios en 30 horas y obligó reconstruir la mayor parte de la ciudad. Dos años más tarde, el 10 de septiembre de 1906, el periódico Baltimore American informó que la ciudad se había levantado de las cenizas y "uno de los grandes desastres de los tiempos modernos se había convertido en una bendición". La ciudad creció mediante la anexión de nuevos suburbios de los condados circundantes, siendo la última en 1918. Una enmienda constitucional estatal aprobada en 1948, requiere una votación especial de los ciudadanos en cualquier zona de la anexión propuesta, que de hecho impide cualquier ampliación futura de los límites de la ciudad.
El disturbio de Baltimore de 1968 ocurrió tras el asesinato de Martin Luther King, Jr. en Memphis, Tennessee el 4 de abril de 1968. Coincidiendo con los disturbios en otras ciudades, el orden público no se restableció hasta el 12 de abril de 1968. El disturbio costó a la ciudad de Baltimore una cifra estimada en 10 millones de dólares (en la actualidad 63 millones de dólares). Las tropas de la Guardia Nacional de Maryland y 1900 soldados federales llevaron el orden a la ciudad. El disturbio provocó más de 5.500 detenciones, incluyendo 3.488 por violaciones del toque de queda, 955 por robo, 665 por saqueo, 391 por asalto y 5 por incendio provocado.
Durante la década de 1970, la zona del centro de Baltimore conocida como Inner Harbor, había sido descuidada y sólo estaba ocupada por un conjunto de almacenes abandonados. Los esfuerzos para sanear el centro de la ciudad se iniciaron con la construcción del Centro de Convenciones de Baltimore, que se inauguró en 1979. El Harborplace abrió en 1980, seguido por el Acuario Nacional de Baltimore, el destino turístico más grande de Maryland, y el Museo de la Industria de Baltimore en 1981. En 1992, el equipo de béisbol Baltimore Orioles se trasladó del Memorial Stadium al Oriole Park at Camden Yards, situado en el centro, cerca del puerto. Seis años más tarde, el equipo de fútbol americano Baltimore Ravens se cambió al M&T Bank Stadium, junto al Camden Yards.
La ciudad tiene un número de propiedades en el Registro Nacional de Lugares Históricos.

## Geografía

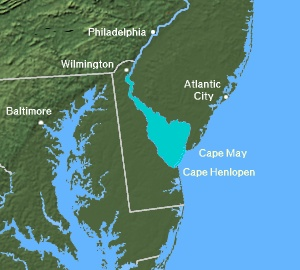
Mapa de la bahía de Delaware en el que aparece —a la izquierda— Baltimore

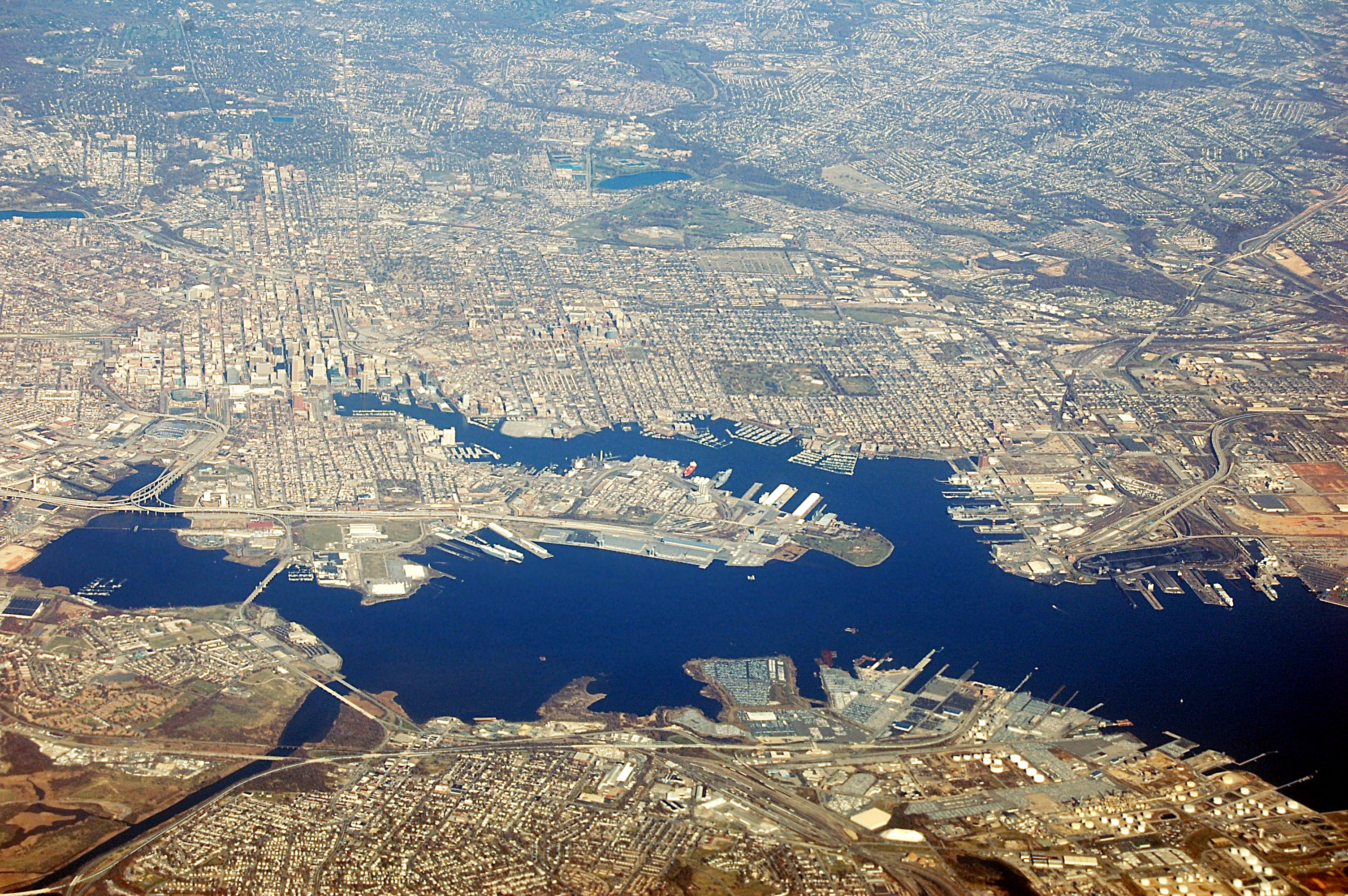
Imagen aérea de Baltimore

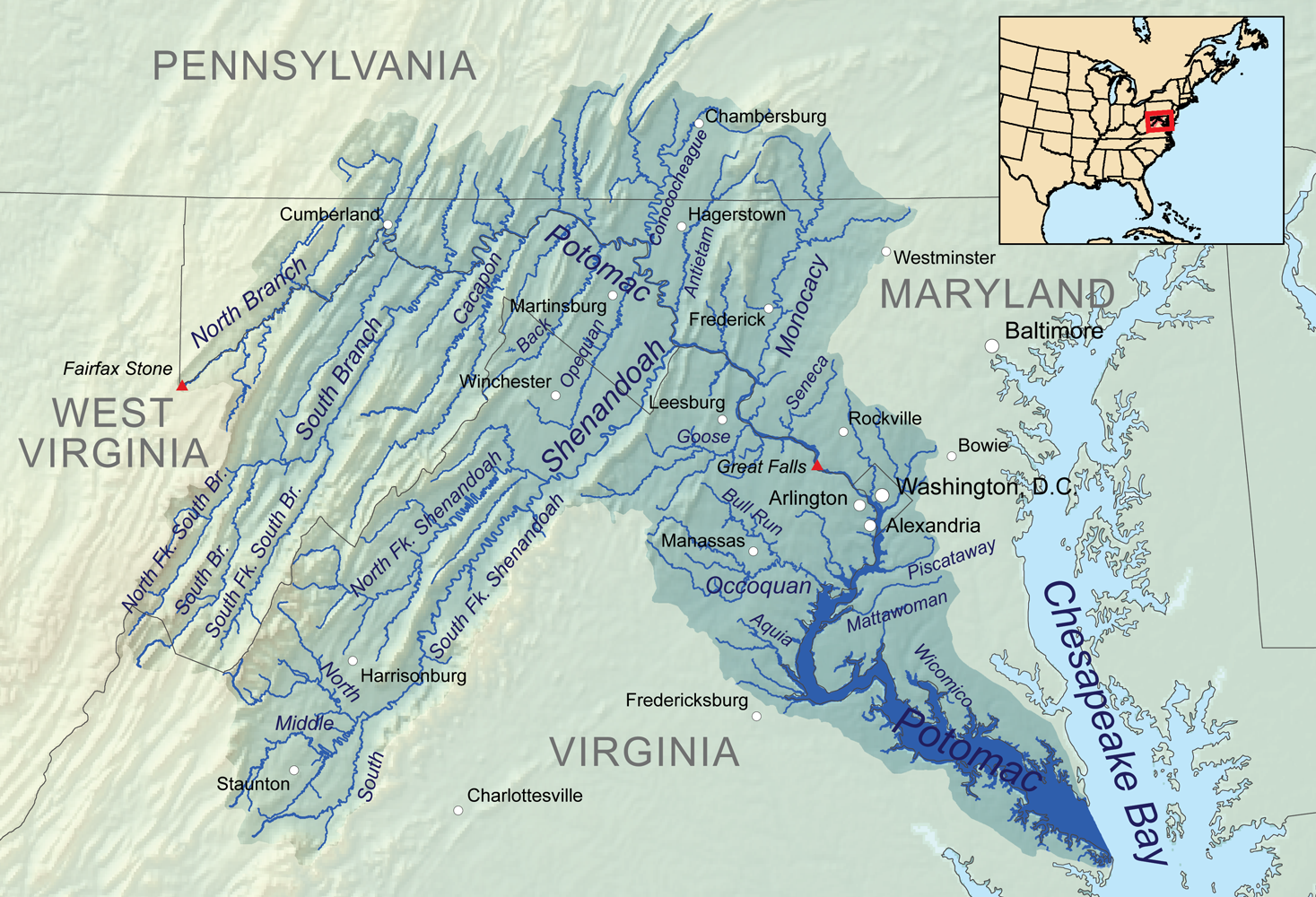
Mapa del río Potomac en el que se ve —a la derecha—Baltimore

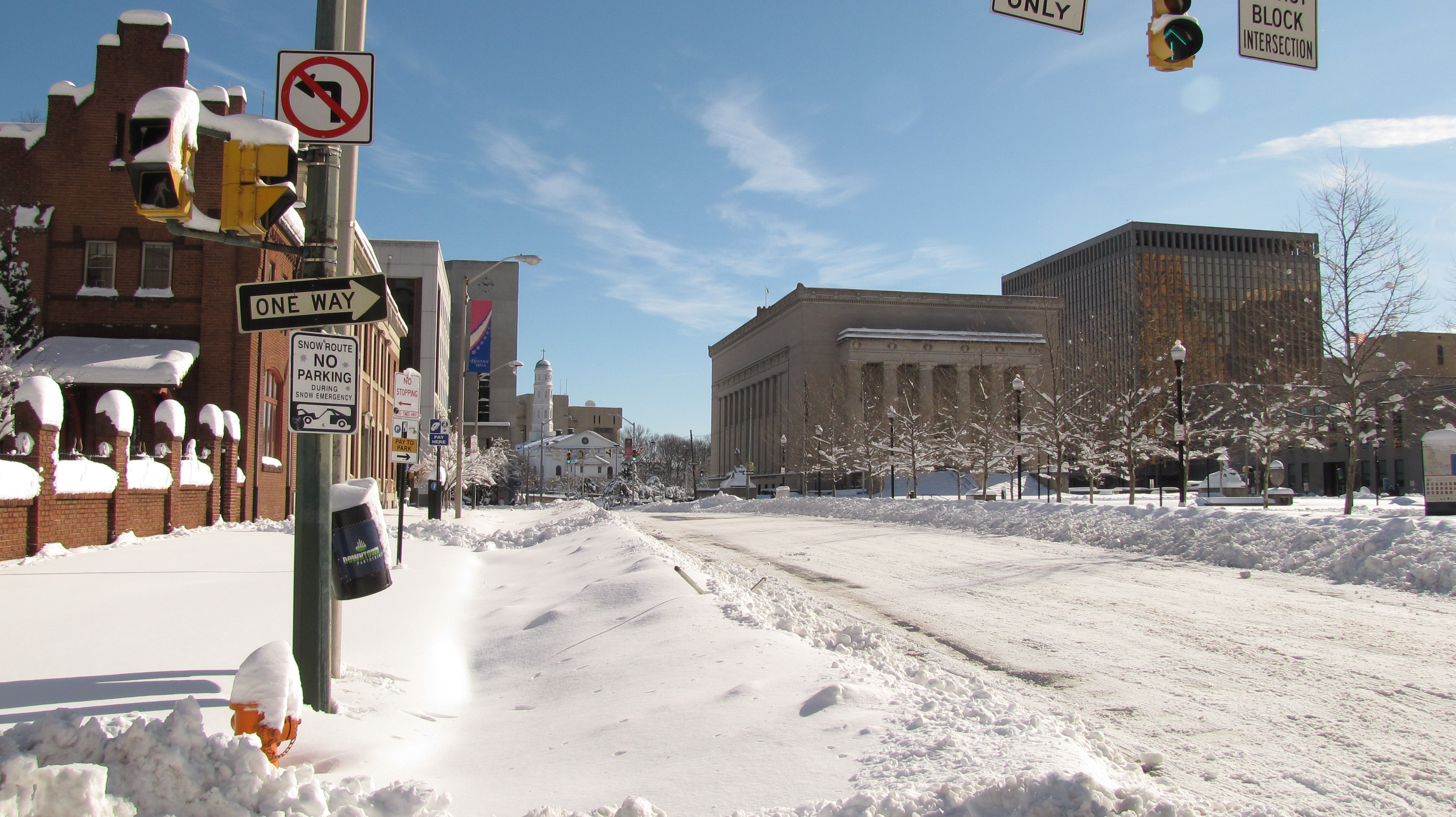
Baltimore durante el temporal de nieve que azotó la Costa Este en febrero de 2010

Baltimore está en la zona central-norte de Maryland, junto al río Patapsco, cerca de su desembocadura en la Bahía Chesapeake. La ciudad está situada, también, en la caída de la meseta Piedmont y en la llanura de la costa del Atlántico, que divide Baltimore en la "lower city" (parte baja de la ciudad) y "upper city" (parte alta). La altura de la ciudad varía entre el nivel del mar, en el puerto, hasta 150 m s. n. m., en su extremo noroeste, cerca de Pimlico.
De acuerdo con la Oficina del Censo de los Estados Unidos, la ciudad tenía un área total de 239 km², de los cuales 209 km² son en superficie terrestre y 29 km² de agua.

### Clima
Baltimore tiene un clima subtropical húmedo (Cfa), según la clasificación climática de Köppen.
Julio es el mes más caluroso del año, con una media de temperaturas máximas de 32 °C y 20 °C de bajas medias. Los veranos son muy húmedos en la zona de Baltimore. Las temperaturas máximas registradas fueron de 41,7 °C en 1985. Por su parte, enero es el mes más frío, con temperaturas medias de 6 °C de máximas y -4 °C de mínimas. Sin embargo, los inviernos pueden presentar rachas de vientos cálidos que suavizan las temperaturas hasta el punto de disfrutar de periodos primaverales y los vientos árticos provocan los desplomes de las temperaturas, especialmente las nocturnas. La temperatura más baja registrada en Baltimore fue de -21,7 °C, en 1934 y 1984. Debido al efecto de la isla de calor en la ciudad y un efecto moderado de la Bahía Chesapeake, las partes externas e internas del área metropolitana de Baltimore suelen ser más frías que la ciudad en sí y que las ciudades costeras.
Como es habitual en las ciudades de la Costa Este, las precipitaciones son generosas en la zona durante todo el año, promediando unos 1143 milímetros. En primavera, verano y otoño suelen aparecer lluvias de granizo y tormentas, con una media de 105 días soleados al año. En invierno los chubascos suelen ser débiles pero constantes, y, generalmente, con menos días soleados y más nubosos. Las nevadas ocurren de manera ocasional, con unos valores anuales medios de 53 cm. En los suburbios septentrionales y occidentales, las temperaturas anuales son más frías y las nevadas invernales son más significativas y algunas zonas promedian más de 76 cm de nieve. Las lluvias congeladas y aguanieve rara vez se presenta en Baltimore durante el invierno, así como bolsas de aire caliente sobre el aire frío en niveles superiores de la atmósfera. El invierno de 2009-2010 ha tenido los mayores niveles de nieve de la historia de la ciudad, rompiendo el récord de febrero con 125 cm en los primeros diez días y un total de 202 en la temporada invernal, a 11 de febrero de 2010.
La fecha media de la primera helada en Baltimore es el 13 de noviembre y la última el 2 de abril.
| Parámetros climáticos promedio de Baltimore (Aeropuerto Internacional de Baltimore-Washington), normales 1991−2020, extremos 1872–presente | Parámetros climáticos promedio de Baltimore (Aeropuerto Internacional de Baltimore-Washington), normales 1991−2020, extremos 1872–presente | Parámetros climáticos promedio de Baltimore (Aeropuerto Internacional de Baltimore-Washington), normales 1991−2020, extremos 1872–presente | Parámetros climáticos promedio de Baltimore (Aeropuerto Internacional de Baltimore-Washington), normales 1991−2020, extremos 1872–presente | Parámetros climáticos promedio de Baltimore (Aeropuerto Internacional de Baltimore-Washington), normales 1991−2020, extremos 1872–presente | Parámetros climáticos promedio de Baltimore (Aeropuerto Internacional de Baltimore-Washington), normales 1991−2020, extremos 1872–presente | Parámetros climáticos promedio de Baltimore (Aeropuerto Internacional de Baltimore-Washington), normales 1991−2020, extremos 1872–presente | Parámetros climáticos promedio de Baltimore (Aeropuerto Internacional de Baltimore-Washington), normales 1991−2020, extremos 1872–presente | Parámetros climáticos promedio de Baltimore (Aeropuerto Internacional de Baltimore-Washington), normales 1991−2020, extremos 1872–presente | Parámetros climáticos promedio de Baltimore (Aeropuerto Internacional de Baltimore-Washington), normales 1991−2020, extremos 1872–presente | Parámetros climáticos promedio de Baltimore (Aeropuerto Internacional de Baltimore-Washington), normales 1991−2020, extremos 1872–presente | Parámetros climáticos promedio de Baltimore (Aeropuerto Internacional de Baltimore-Washington), normales 1991−2020, extremos 1872–presente | Parámetros climáticos promedio de Baltimore (Aeropuerto Internacional de Baltimore-Washington), normales 1991−2020, extremos 1872–presente | Parámetros climáticos promedio de Baltimore (Aeropuerto Internacional de Baltimore-Washington), normales 1991−2020, extremos 1872–presente |
| Mes | Ene. | Feb. | Mar. | Abr. | May. | Jun. | Jul. | Ago. | Sep. | Oct. | Nov. | Dic. | Anual |
| --- | --- | --- | --- | --- | --- | --- | --- | --- | --- | --- | --- | --- | --- |
| Temp. máx. abs. (°C) | 26.1 | 28.3 | 32.2 | 34.4 | 36.7 | 40.6 | 41.7 | 40.6 | 38.3 | 36.7 | 30 | 25 | 41.7 |
| Temp. máx. media (°C) | 6.2 | 8 | 12.7 | 19.2 | 24.2 | 29.1 | 31.6 | 30.3 | 26.5 | 20.2 | 14.1 | 8.6 | 19.2 |
| Temp. media (°C) | 1.3 | 2.6 | 6.8 | 12.8 | 18 | 23.1 | 25.7 | 24.6 | 20.7 | 14.1 | 8.3 | 3.7 | 13.4 |
| Temp. mín. media (°C) | -3.7 | -2.8 | 1.1 | 6.4 | 11.8 | 17 | 19.8 | 18.8 | 14.9 | 8.1 | 2.5 | -1.3 | 7.7 |
| Temp. mín. abs. (°C) | -21.7 | -21.7 | -15.6 | -9.4 | 0 | 4.4 | 10 | 7.2 | 1.7 | -3.9 | -11.1 | -19.4 | -21.7 |
| Precipitación total (mm) | 78.2 | 73.7 | 101.9 | 86.1 | 97.8 | 101.1 | 113.8 | 103.9 | 112.8 | 100.1 | 79.5 | 94.2 | 1143 |
| Nevadas (cm) | 16.3 | 19.1 | 7.1 | 0 | 0 | 0 | 0 | 0 | 0 | 0 | 0.3 | 6.4 | 49 |
| Días de precipitaciones (≥ 0.2 mm) | 10.1 | 9.3 | 11.0 | 11.2 | 11.9 | 11.3 | 10.4 | 9.6 | 9.1 | 8.6 | 8.5 | 10.3 | 121.3 |
| Días de nevadas (≥ 0.2 cm) | 2.8 | 2.9 | 1.5 | 0.1 | 0.0 | 0.0 | 0.0 | 0.0 | 0.0 | 0.0 | 0.2 | 1.5 | 9.0 |
| Horas de sol | 155.4 | 164.0 | 215.0 | 230.7 | 254.5 | 277.3 | 290.1 | 264.4 | 221.8 | 205.5 | 158.5 | 144.5 | 2581.7 |
| Humedad relativa (%) | 63.2 | 61.3 | 59.2 | 58.9 | 66.1 | 68.4 | 69.1 | 71.1 | 71.3 | 69.5 | 66.5 | 65.5 | 65.8 |
| Fuente: NOAA (humedad y horas de sol 1961–1990)                                                                                            | | | | | | | | | | | | | |

| Parámetros climáticos promedio de Baltimore (Maryland Science Center), normales 1991−2020, extremos 1950–presente | Parámetros climáticos promedio de Baltimore (Maryland Science Center), normales 1991−2020, extremos 1950–presente | Parámetros climáticos promedio de Baltimore (Maryland Science Center), normales 1991−2020, extremos 1950–presente | Parámetros climáticos promedio de Baltimore (Maryland Science Center), normales 1991−2020, extremos 1950–presente | Parámetros climáticos promedio de Baltimore (Maryland Science Center), normales 1991−2020, extremos 1950–presente | Parámetros climáticos promedio de Baltimore (Maryland Science Center), normales 1991−2020, extremos 1950–presente | Parámetros climáticos promedio de Baltimore (Maryland Science Center), normales 1991−2020, extremos 1950–presente | Parámetros climáticos promedio de Baltimore (Maryland Science Center), normales 1991−2020, extremos 1950–presente | Parámetros climáticos promedio de Baltimore (Maryland Science Center), normales 1991−2020, extremos 1950–presente | Parámetros climáticos promedio de Baltimore (Maryland Science Center), normales 1991−2020, extremos 1950–presente | Parámetros climáticos promedio de Baltimore (Maryland Science Center), normales 1991−2020, extremos 1950–presente | Parámetros climáticos promedio de Baltimore (Maryland Science Center), normales 1991−2020, extremos 1950–presente | Parámetros climáticos promedio de Baltimore (Maryland Science Center), normales 1991−2020, extremos 1950–presente | Parámetros climáticos promedio de Baltimore (Maryland Science Center), normales 1991−2020, extremos 1950–presente |
| Mes | Ene. | Feb. | Mar. | Abr. | May. | Jun. | Jul. | Ago. | Sep. | Oct. | Nov. | Dic. | Anual |
| --- | --- | --- | --- | --- | --- | --- | --- | --- | --- | --- | --- | --- | --- |
| Temp. máx. abs. (°C)                                                                                              | 25 | 28.9 | 36.1 | 36.7 | 37.8 | 41.1 | 42.2 | 41.1 | 38.9 | 35 | 30.6 | 29.4 | 42.2 |
| Temp. máx. media (°C)                                                                                             | 6.5 | 8.2 | 12.9 | 19.3 | 24.4 | 29.7 | 32.3 | 30.7 | 26.9 | 20.4 | 14.2 | 8.9 | 19.6 |
| Temp. media (°C)                                                                                                  | 2.7 | 4.1 | 8.3 | 14.2 | 19.4 | 24.8 | 27.5 | 26.2 | 22.5 | 15.9 | 10.1 | 5.2 | 15.1 |
| Temp. mín. media (°C)                                                                                             | -1.1 | -0.1 | 3.7 | 9 | 14.4 | 19.8 | 22.7 | 21.7 | 18.1 | 11.4 | 5.9 | 1.4 | 10.6 |
| Temp. mín. abs. (°C)                                                                                              | -20 | -19.4 | -11.1 | -6.1 | 2.2 | 8.9 | 14.4 | 11.1 | 4.4 | -1.1 | -8.9 | -14.4 | -20 |
| Precipitación total (mm)                                                                                          | 78 | 69.9 | 99.8 | 90.2 | 86.1 | 85.3 | 119.6 | 110.5 | 114 | 88.6 | 75.7 | 93 | 1110.7 |
| Días de precipitaciones (≥ 0.2 mm)                                                                                | 9.9 | 9.7 | 10.7 | 11.0 | 11.3 | 10.7 | 10.6 | 9.5 | 8.5 | 8.5 | 8.1 | 10.2 | 118.7 |
| Fuente: NOAA | | | | | | | | | | | | | |

## Paisaje urbano

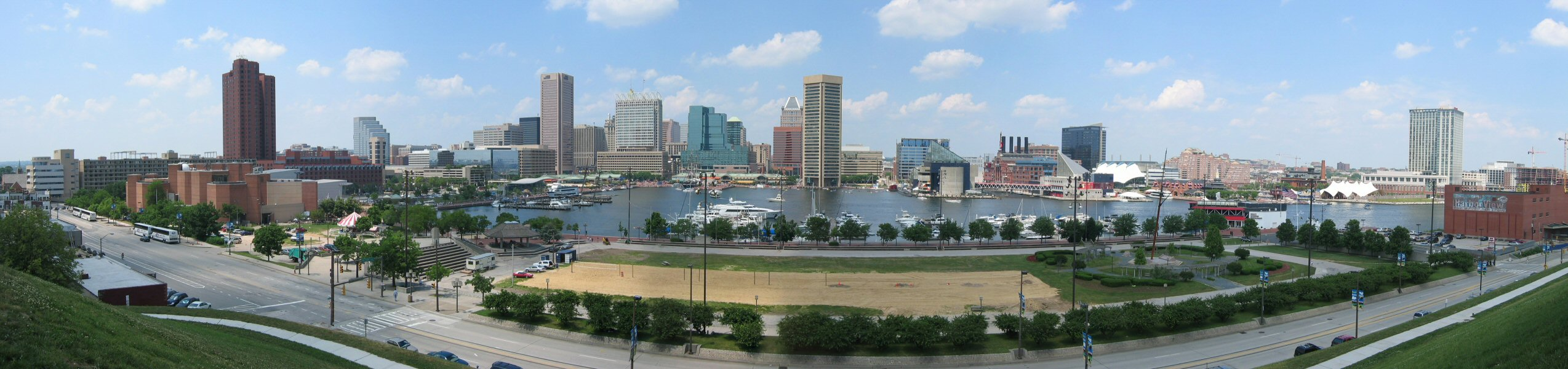
El puerto interior de Baltimore (Inner Harbor) visto desde Federal Hill.

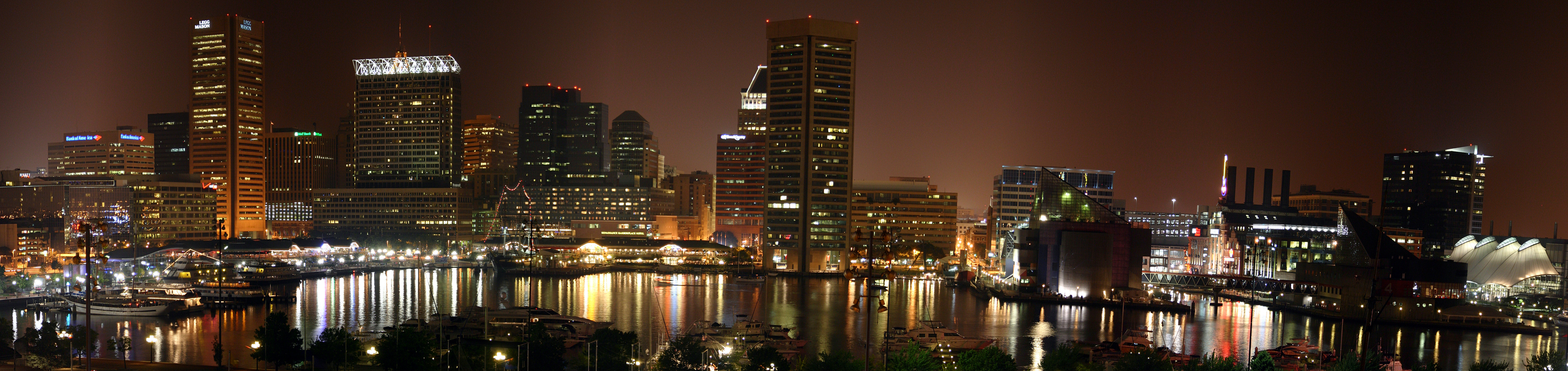
Imagen panorámica nocturna del puerto interior de Baltimore.

### Arquitectura

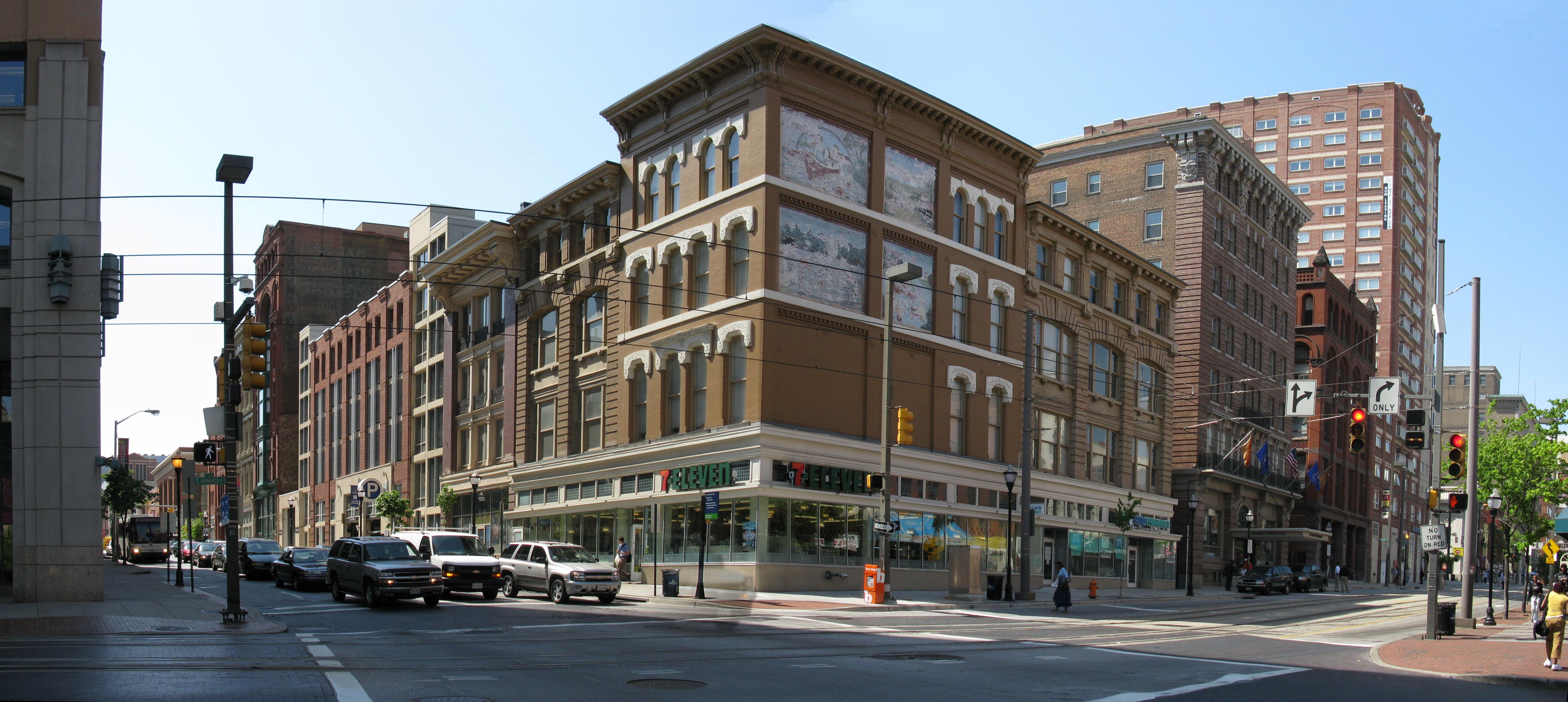
Una de las típicas edificaciones en ladrillo de Baltimore.

Baltimore posee ejemplos arquitectónicos de cada periodo desde hace más de dos siglos, así como trabajos de famosos arquitectos tales como Benjamin Latrobe, John Russell Pope, Ludwig Mies van der Rohe o I. M. Pei.
La ciudad posee una importancia arquitectónica representada a través de una gran variedad de estilos. La Basílica de Baltimore (1806–1821) es un edificio neoclásico diseñado por Benjamin Latrobe y es, además, la catedral católica más antigua de los Estados Unidos. En 1813, Sir Robert Cary Long construyó para Rembrandt Peale la primera gran estructura en el país diseñada expresamente como museo. Ahora restaurada, sirve como Museo de Baltimore, también conocido como "Peale Museum". La McKim Free School fue fundada por John McKim, aunque el edificio lo erigió su hijo Isaac en 1822 tras un diseño de William Howard y William Small. Refleja los intereses clásicos de la época en la que el país estaba asegurando su independencia, así como un erudito interés en los cuadros recientemente publicados de antigüedades atenienses.
La Torre Phoenix Shot, edificada en 1828 y con 71,4 metros de alto, fue el edificio más alto de los Estados Unidos hasta la guerra de Secesión. Fue construida sin el uso de andamiaje exterior. El edificio Sun Iron, diseñado por R.C. Hatfield en 1851, fue el primer edificio con fachada de hierro de la ciudad y fue modelo para toda una generación de edificios de este tipo en el centro. La Iglesia Presbiteriana Brown Memorial, erigida en 1870 en memoria del financiero George Brown, tiene vidrieras de Louis Comfort Tiffany y ha sido denominada "uno de los edificios más representativos de esta ciudad, un tesoro artístico y arquitectónico" por la Baltimore Magazine. La sinagoga neogriega Lloyd Street de 1845 es una de las más antiguas de los Estados Unidos. El Hospital Johns Hopkins, diseñado por Lt. Col. John S. Billings en 1876, fue un considerable logro en su día por su arreglo funcional y su resistencia a los incendios.
El World Trade Center de Baltimore, obra de I.M.Pei, es el edificio equilátero pentagonal más alto del mundo con 123,4 metros.
Las futuras inclusiones en el skyline de Baltimore incluyen planes para una estructura de 218,5 metros de alto conocida como "10 Inner Harbor". El edificio fue aprobado recientemente por el grupo de diseño de la ciudad pero, a 10 de enero de 2010, las obras aún no han comenzado. Incluirá, también, apartamentos de lujo, un hotel, restaurantes y centros comerciales. Naing Corporation aprobó el proyecto de una torre de entre 50 y 60 plantas en la calle 300 Pratt. La zona de Inner Harbor Este dispondrá de dos nuevas torres de las que ya han comenzado su construcción: una torre de 24 plantas, que será la nueva sede de Legg Mason; y otra de 21 plantas para un complejo del Four Seasons Hotel.
Las calles de Baltimore están organizadas en un trazado hipodámico. Muy asociadas con Baltimore están las casas terraced house que utilizan un revestimiento con piedra artificial (conocidas como formstone). Algunas de ellas datan de los años 1790.

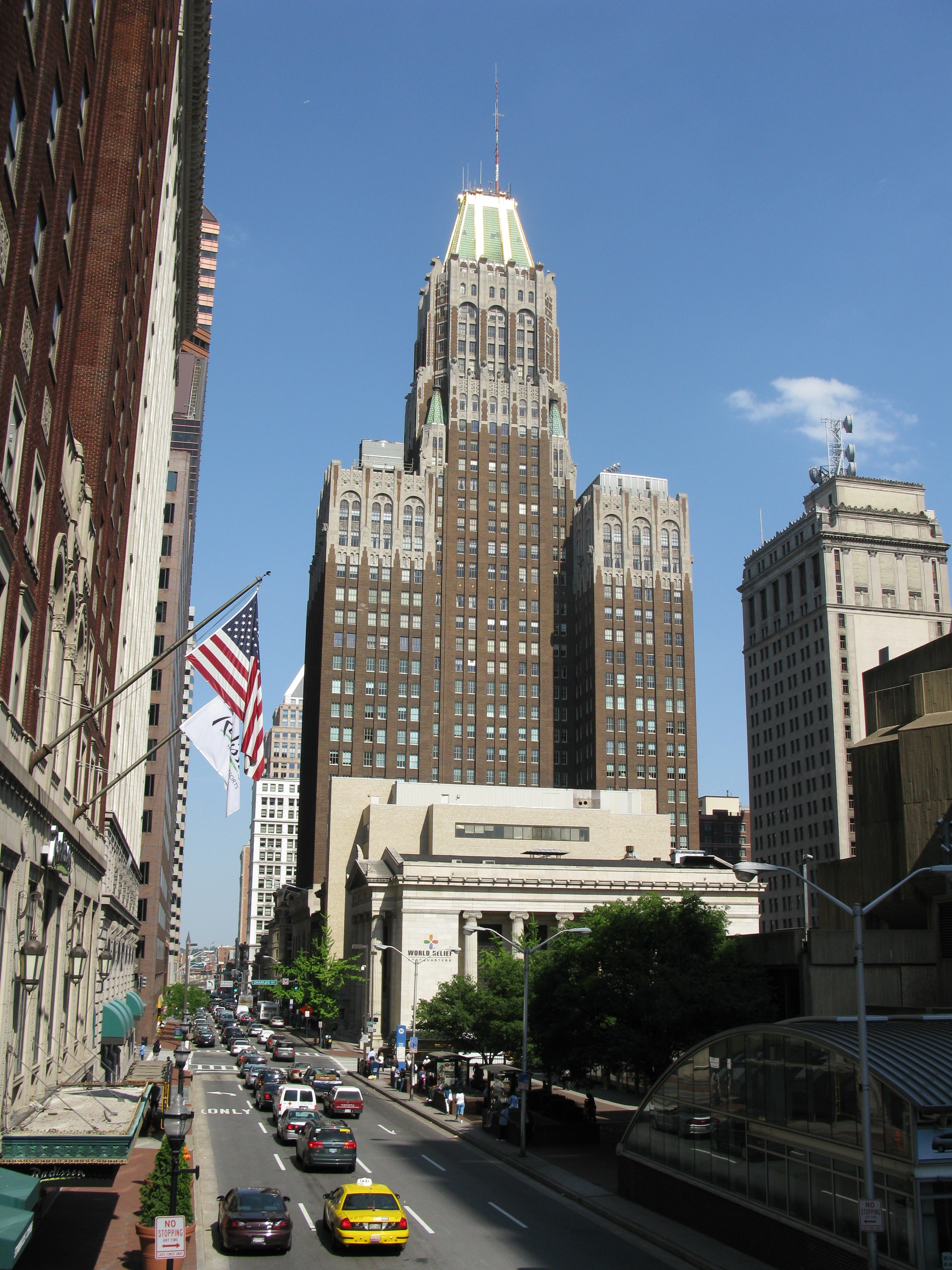
El Bank of America Building, el segundo edificio más alto de Baltimore y uno de los más antiguos de la ciudad.

### Edificios más altos
| Puesto | Edificio                              | Altura | Plantas | Año  |        |
| ------ | ------------------------------------- | ------ | ------- | ---- | ------ |
| 1      | Edificio Legg Mason                   | 161 m  | 40      | 1973 | [ 35 ] |
| 2      | Edificio del Banco de América         | 155 m  | 37      | 1924 | [ 36 ] |
| 3      | Edificio William Donald Schaefer      | 150 m  | 37      | 1992 | [ 37 ] |
| 4      | Commerce Place                        | 138 m  | 31      | 1992 | [ 38 ] |
| 5      | 100 East Pratt Street                 | 127 m  | 28      | 1992 | [ 39 ] |
| 6      | Baltimore WTC                         | 123 m  | 32      | 1977 | [ 40 ] |
| 7      | Hotel Tremont Plaza                   | 120 m  | 37      | 1967 | [ 41 ] |
| 8      | Torre de Departamentos Charles Center | 117 m  | 30      | 1969 | [ 42 ] |
| 9      | Edificio Blaustein                    | 110 m  | 30      | 1962 | [ 43 ] |
| 10     | 250 West Pratt Street                 | 110 m  | 24      | 1986 | [ 44 ] |

### Barrios
Baltimore está dividida, oficialmente, en nueve zonas: norte, noroeste, nordeste, oeste, central, este, sur, suroeste y sureste; y cada una es patrullada por su respectivo distrito del Departamento de Policía de Baltimore. Sin embargo, es habitual que los baltimorianos dividan la ciudad en Baltimore Este u Oeste, con la calle Charles como línea divisoria; y en Baltimore Norte y Sur, con la calle Baltimore como límites entre estas zonas.
La región central de la ciudad incluye el downtown de Baltimore, que está situado en la zona comercial principal de Baltimore. Allí se encuentran Harborplace, el complejo deportivo Camden Yards (Oriole Park at Camden Yards y M&T Bank Stadium), el Convention Center, el Acuario Nacional de Baltimore, así como varios locales nocturnos, bares, restaurantes, centros comerciales y otras atracciones. También sirve como sede para varias de las empresas más importantes de Baltimore, como Legg Mason y Constellation Energy. El campus de Baltimore de la Universidad de Maryland se encuentra, también, en el downtown, junto al centro asocidado del Sistema Médico de la Universidad de Maryland. El centro de la ciudad es, principalmente, el corazón financiero y comercial de Baltimore y las posibilidades de residencia han sido limitadas. Sin embargo, desde 2002 la población en esta zona ha doblado su cifra hasta 10 000 residentes con un proyecto de 7400 nuevas viviendas en 2012. La región central incluye, también, las zonas septentrionales del downtown que se extienden hasta el borde del Druid Hill Park. En la zona más situada al norte de esta región central se encuentran, entre otros, los barrios de Mount Vernon, Charles North, Reservoir Hill, Bolton Hill y Druid Heights. Estos barrios son zonas residenciales y albergan importantes atracciones culturales de la ciudad como el Maryland Institute College of Art, el centro musical Peabody Institute, Lyric Opera House, Walters Art Museum, Joseph Meyerhoff Symphony Hall, y varias otras galerías de arte. Una de las principales amenazas en los barrios de Inner Harbor y Mount Vernon ha sido el incremento de las actividades criminales en 2009, especialmente a turistas.
La parte septentrional de la ciudad se encuentra justo al norte de la región Central y está rodeada al este por la Alameda y al oeste por Pimlico Road. Es una zona residencial suburbana, donde vive la mayoría de la clase acomodada de la ciudad y entre sus barrios se encuentran Roland Park, Homeland, Guilford y Cedarcroft. La región Norte es sede, también, de importantes universidades como la Universidad Loyola Maryland, la Universidad Johns Hopkins y el College Notre Dame de Maryland.
El sur de Baltimore es una zona mixta industrial y residencial, que se extiende por la península del "Viejo Sur de Baltimore", por debajo del Inner Harbor y al este de las vías de la línea Camden del antiguo ferrocarril B&O y del centro de Russell Street. Es una región socioeconómica mixta, que combina barrios de clase obrera étnicamente variados como Locust Point; la zona recientemente "gentrificada" de Federal Hill, donde vive la mayoría de los trabajadores y hay numerosos bares y restaurantes; y zonas menos favorecidas como Cherry Hill.
La zona oriental de la ciudad incluye las regiones Noreste, Este y Sureste de Baltimore. El Noreste de la ciudad es, principalmente, un barrio residencial sede de la Universidad Estatal Morgan rodeado por sus límites con las zonas Norte y Este; Sinclair Lane, Erdman Avenue y Pulaski Highway al sur; y la Alameda en su frontera occidental. Ha experimentado cambios demográficos durante muchos años y sigue siendo una región diversa, pero dominada, fundamentalmente, por la comunidad afrodescendiente de Baltimore.
La región oriental es el corazón de lo que se considera "Baltimore Este" y en ella se encuentra el Hospital Johns Hopkins y la Escuela de Medicina de la Universidad Johns Hopkins. Situada la región por debajo de Erdman Avenue y Sinclair Lane, por encima de Orleans Street, el Este es casi una zona exclusiva de la comunidad afrodescendiente más humilde, lo que convierte al barrio en uno de los más peligrosos de Baltimore, con una de las tasas de criminalidad más altas de la ciudad.
El Sureste de Baltimore está situado por debajo de Orleans Street, limitando con Inner Harbor en su frontera oeste; el límite de la ciudad al este y el puerto de Baltimore al sur. Es, también, una zona mixta entre industrial y residencial. En esta región conviven jóvenes trabajadores y es una de las zonas étnicamente más variadas por la presencia de polacos, griegos, afroestadounidenses e italoestadounidenses. Sobre Fells Point se encuentra el centro de una comunidad latina en constante crecimiento.
La zona occidental de la ciudad consiste en las regiones Noroeste, Oeste y Suroeste de Baltimore. La región Noroeste limita con el término de la ciudad al norte y oeste; Gwynns Falls Parkway al sur; y Pimlico Road, al este, que es una zona residencual sede del hipódromo Pimlico Race Course, el Hospital Sinai y muchas de las sinagogas de Baltimore. Antiguamente fue el centro de la comunidad judía y ahora es una zona en la que predominan los afroamericanos, tras el descenso de la población blanca desde los años 1960.
La parte occidental de la ciudad se encuentra al oeste del downtown y es el corazón del denominado "Baltimore Oeste", rodeado por Gwynns Falls Parkway, Fremont Avenue y Baltimore Street. En la zona se encuentran la Universidad Estatal Coppin y Pensilvania Avenue, que ha sido durante años el centro de la cultura afrodescendiente y alberga la mayoría de los monumentos y barrios más importantes de la comunidad afrodescendiente de Baltimore. En otro tiempo estaba habitada por clases medias y altas afroamericanas pero, con los años, la masiva llegada de afroamericanos produjo la salida de muchos de sus habitantes tradicionales hacia zonas como Randallstown y Owings Mills, en el Condado de Baltimore, y Columbia, en el Condado de Howard. Hoy en día es una zona pobre marcada por su alta tasa de criminalidad, al igual que "Baltimore Este". La serie de televisión The Wire muestra la realidad de este barrio y conciencia a la población sobre los graves problemas del barrio en cuanto a la criminalidad.
La región Suroeste de la ciudad está rodeada por el Condado de Baltimore al oeste, Baltimore Street al norte y el downtown y el tren B&O al este. Es una zona mixta que combina barrios industriales y residenciales, de mayoría blanca en su día, ha cambiado a una tendencia afroamericana en la actualidad.

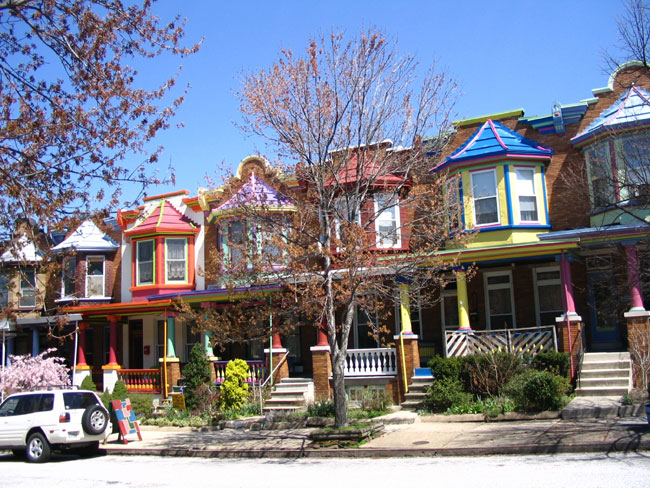
Charles Village
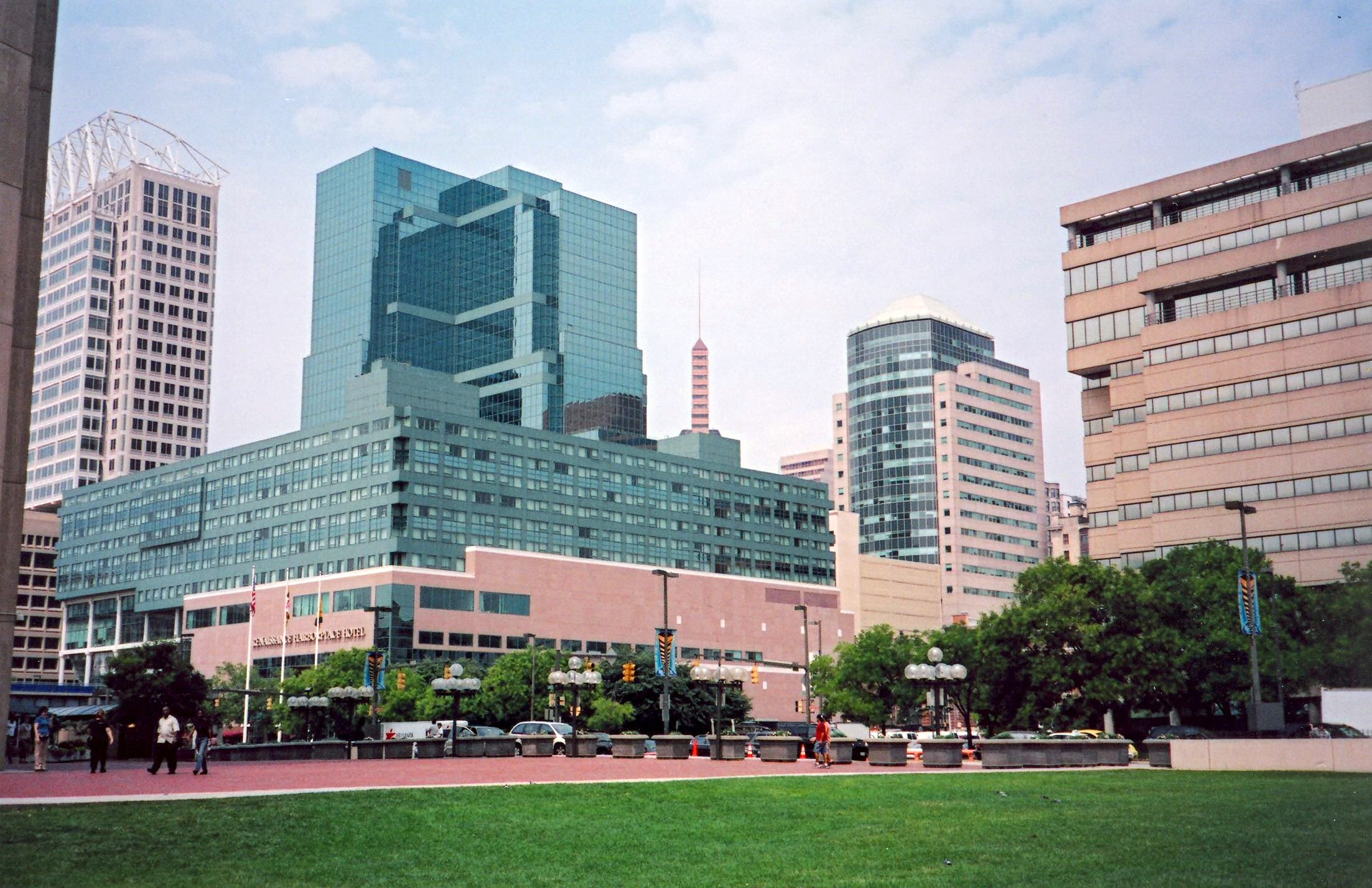
Inner Harbor
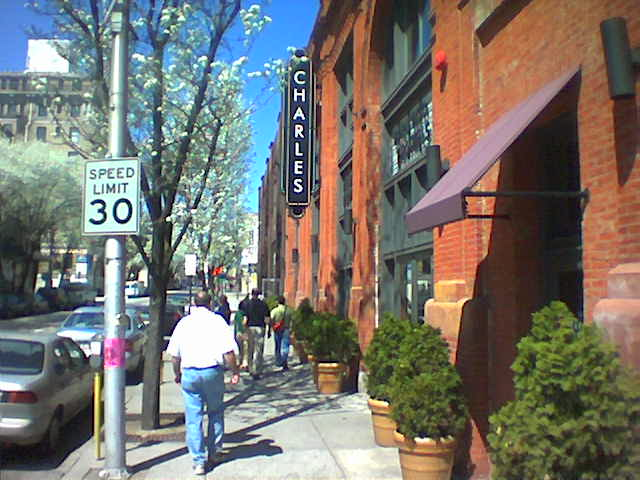
Station North
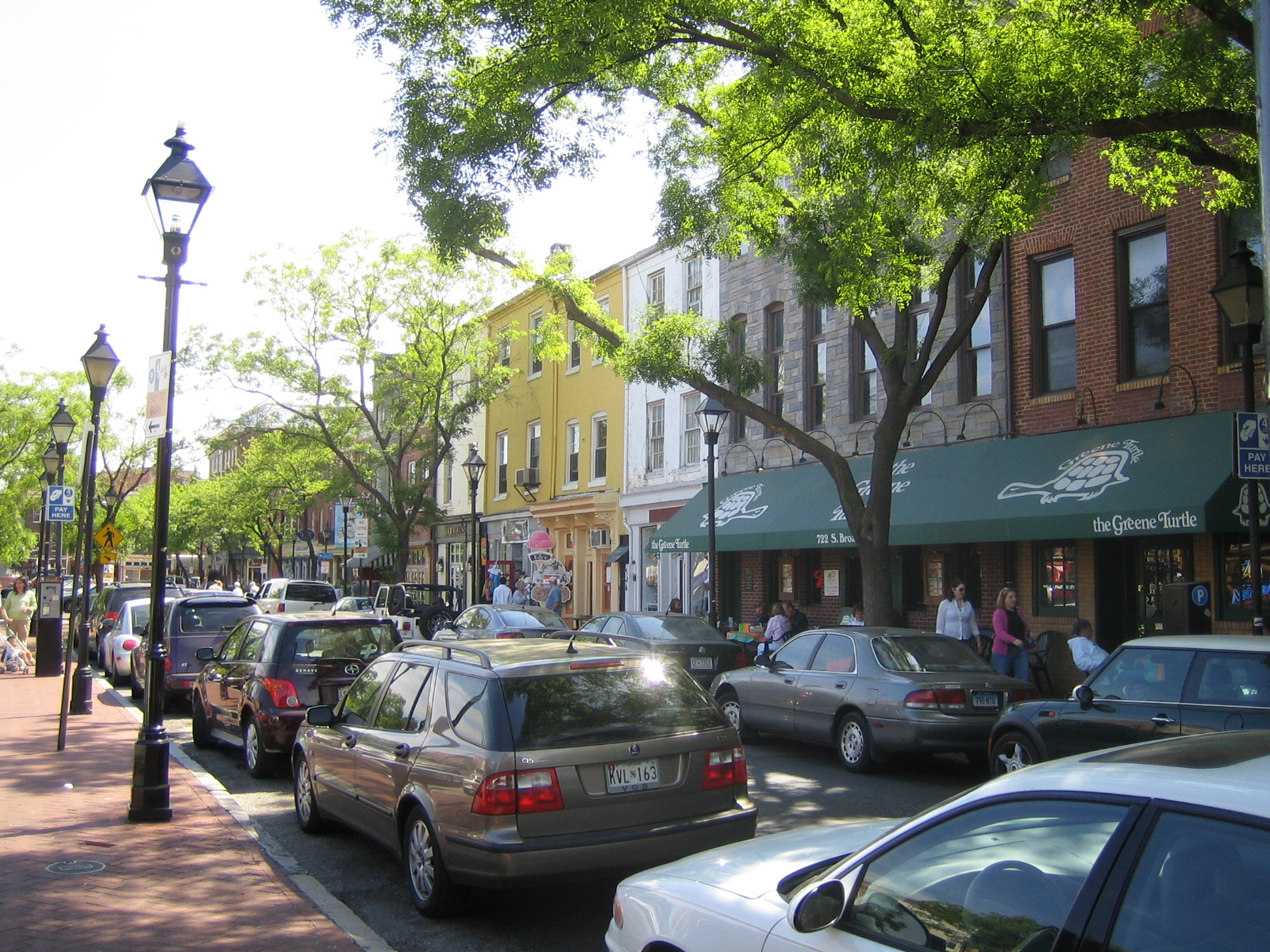
Fells Point
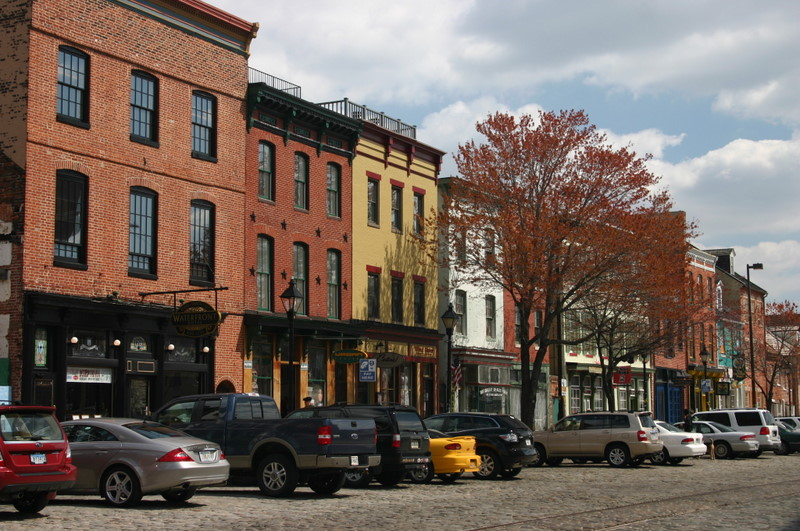
Fells Point
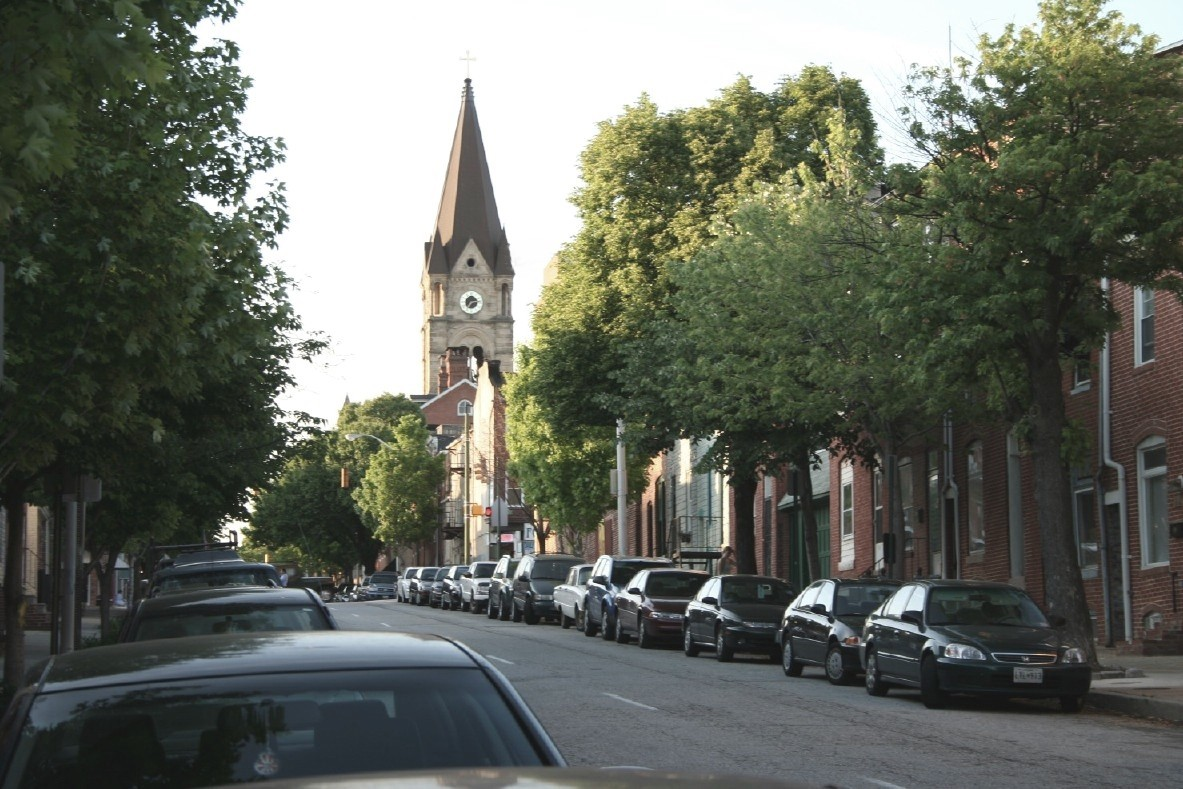
Upper Fells Point
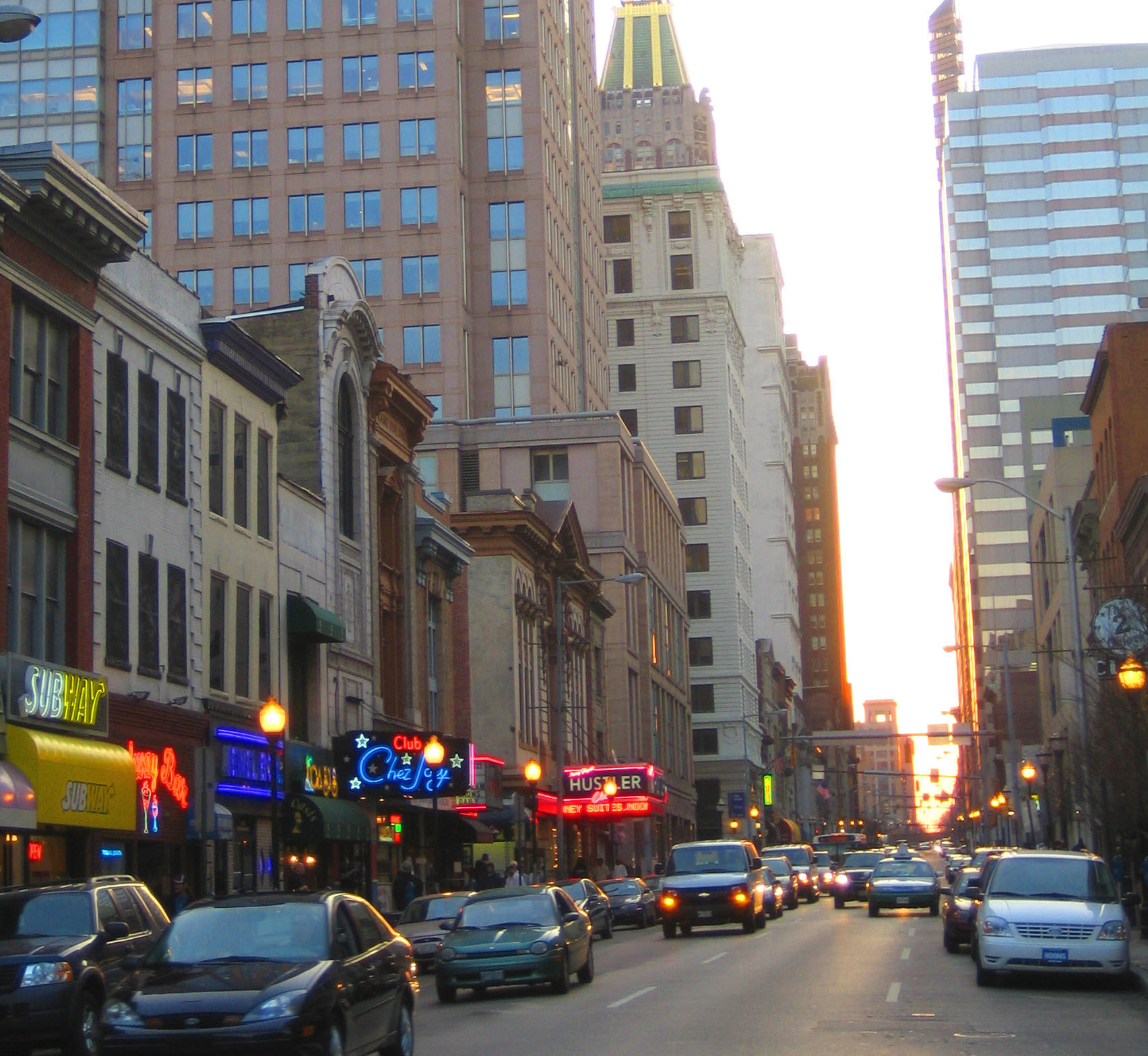
Downtown
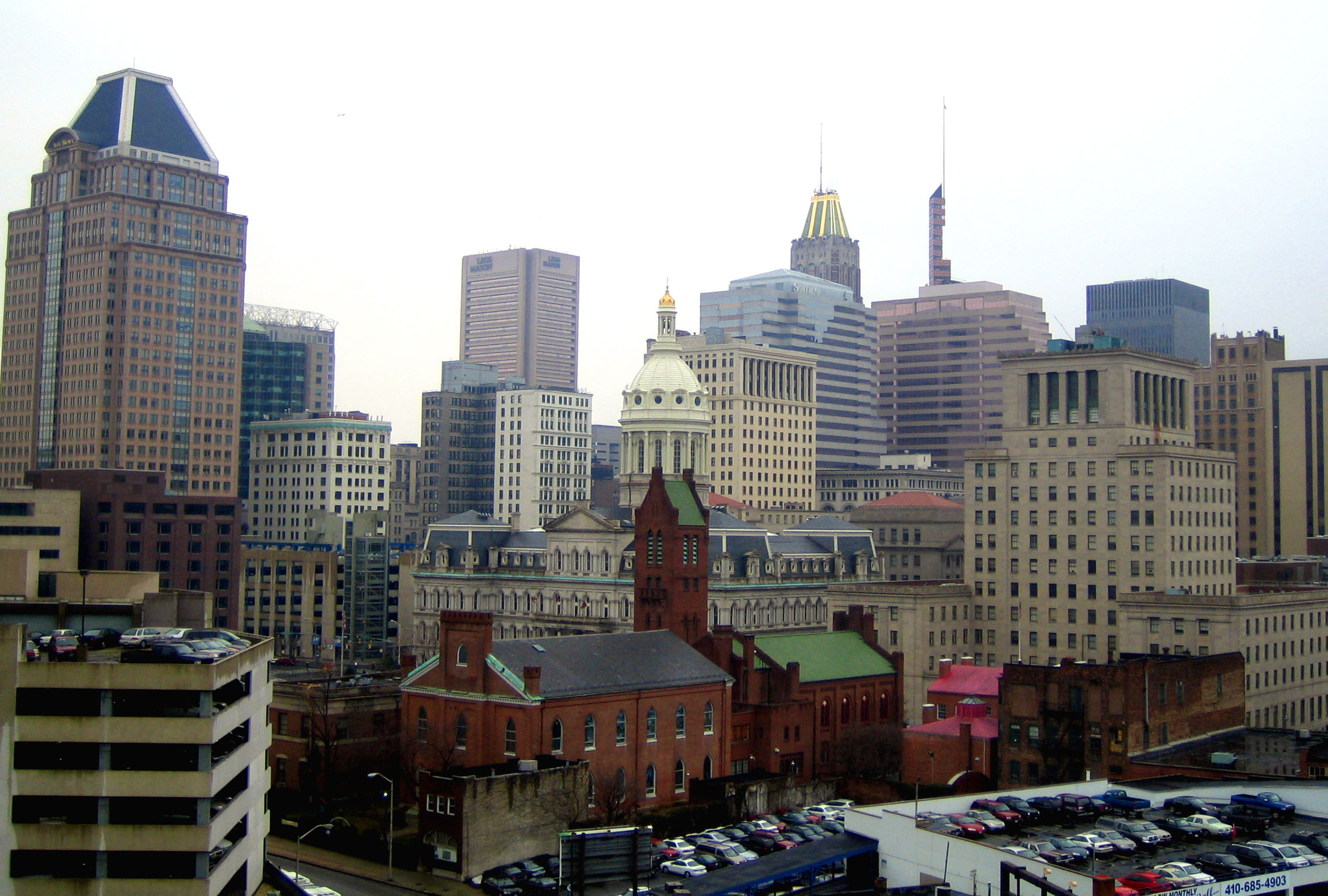
Downtown

## Gobierno

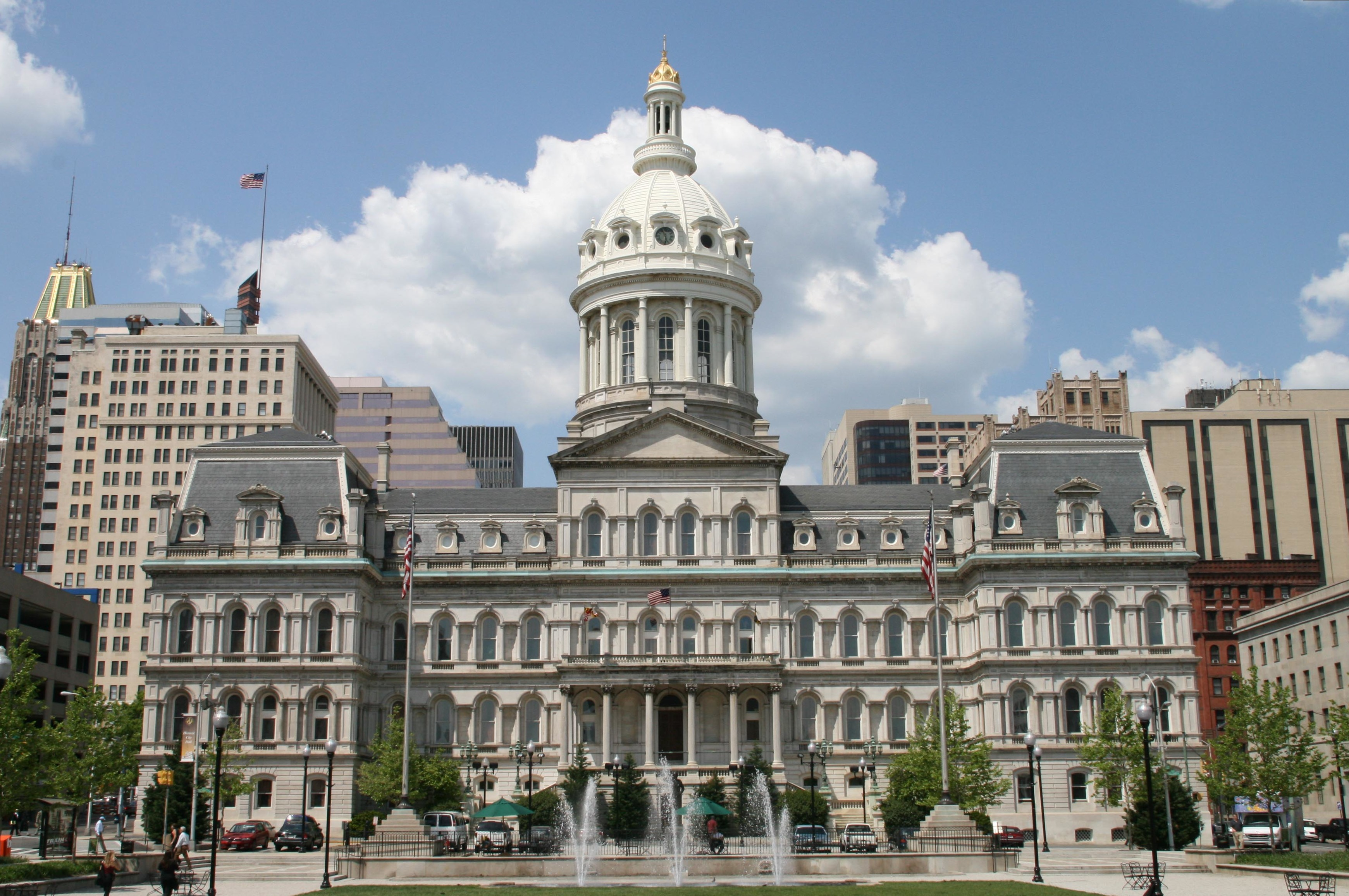
Ayuntamiento de Baltimore.

Baltimore es una ciudad independiente, lo que implica que no pertenece a ningún condado. Para la mayoría de los propósitos gubernamentales, Baltimore figura como entidad a nivel de condado. La Oficina del Censo de los Estados Unidos utiliza los condados como unidades básicas para la presentación de información estadística del país, y se trata a Baltimore como condado equivalente para estos propósitos.
Tradicionalmente, Baltimore ha sido un importante bastión demócrata durante 150 años, en los que los demócratas han dominado todos los niveles de gobierno.

### Alcalde
El 6 de noviembre de 2007, la demócrata Sheila Dixon fue elegida alcaldesa de Baltimore. Dixon, como antigua Presidenta del Consejo de la ciudad, asumió el cargo de alcaldesa el 17 de enero de 2007 cuando el antiguo alcalde Martin O'Malley pasó a ser Gobernador de Maryland.
El 1 de diciembre de 2009, la alcaldesa Dixon fue declarada culpable por malversación de fondos, un delito menor. A expensas de la sentencia final y apelaciones posteriores y de acuerdo con la Constitución del Estado de Maryland (Artículo XV, sección 2), Dixon podría ser suspendida de sus funciones y se destituida de su puesto. Finalmente, el 6 de enero de 2010, Dixon presentó su dimisión, que se hizo efectiva el 4 de febrero de 2010. Ese mismo día, la antigua Presidenta del Consejo de la ciudad, Stephanie Rawlings-Blake, asumió el cargo de alcalde de Baltimore.

### Consejo de Baltimore
Unos grassroots presionaron para hacer una reforma, mediante el referéndum Question P, que reestructurase el consejo de la ciudad en noviembre de 2002, en contra de la voluntad del alcalde, el presidente del consejo y la mayoría del mismo. Una coalición sindical y grupos comunitarios, organizados por la ACORN (Asociación de Organizaciones Comunitarias para la Reforma Ahora) apoyó la tentativa.
El Consejo de Baltimore está ahora formado por catorce distritos miembros y un presidente electo al consejo. Bernard C. "Jack" Young es el presidente y Robert W. Curran el vicepresidente. Stephanie Rawlings Blake es la alcaldesa de Baltimore tras la renuncia de la antigua alcaldesa Sheila Dixon a comienzos de 2010.

### Gobierno estatal
Anteriormente a 1969, Baltimore y sus suburbios estaban especialmente infrarepresentados en la Asamblea General de Maryland, mientras que las zonas rurales estaban notablemente más representadas. Desde el famoso caso de Baker contra Carr en 1962, Baltimore y sus suburbios contaron con un sensible aumento de escaños en la legislatura estatal; esto provocó que se considerara, esta vez, que las zonas rurales habían quedado poco representadas. La pérdida constante de población de Baltimore se reflejó en una pérdida de escaños en la Asamblea General de Maryland. Desde 1980, Baltimore ha perdido cuatro senadores de los 47 miembros del Senado de Maryland y doce delegados de los 141 miembros de la Cámara de Delegados de Maryland.
Agencias estatales
Varios organismos estatales tienen su sede en Baltimore. Entre los departamentos ejecutivos se incluyen el Departamento de Servicios para Adultos Mayores, el Departamento de Desarrollo Económico y Comercial, el Departamento de Discapacidad, el Departamento estatal de Educación, el Departamento de Medio Ambiente, el Departamento de Servicios Generales, el Departamento de Salud e Higiene Mental, el Departamento de Recursos Humanos, el Departamento de Servicios Juveniles, el Departamento de Trabajo, Permisos y Regulación, y el Departamento de Planificación.
Además cuentan con oficinas en Baltimore el Departamento de Presupuesto y Gestión, el Departamento de Vivienda y Desarrollo Comunitario, el Departamento de Tecnología de la Información, el Departamento de Seguridad Pública y Servicios Correccionales de Maryland y el Departamento de Asuntos de los Veteranos.
Otras agencias independientes tienen su sede en Baltimore, como la Comisión de Relaciones Humanas de Maryland, la Comisión de Sanidad de Maryland, la Lotería de Maryland y el Tribunal Fiscal de Maryland.

### Gobierno federal
Tres de los ocho distritos del congreso de Maryland incluyen partes de Baltimore: el segundo distrito del congreso de Maryland, representado por Dutch Ruppersberger; el tercero, representado por John Sarbanes; y el séptimo, representado por Elijah Cummings; los tres, demócratas. Los republicanos no han representado ninguna parte importante de Baltimore desde que John Boynton Philip Clayton Hill representara el tercer distrito en 1927, y la ciudad se ha quedado sin representante republicano en cualquiera de sus distritos desde que el antiguo gobernador Robert Ehrlich representara el segundo distrito desde 1995 hasta 2003.
Los Senadores de Maryland, Ben Cardin y Barbara Mikulski, son originarios de Baltimore, y ambos representaron el tercer distrito antes de ser elegidos al Senado. Mikulski representó el tercer distrito desde 1977 hasta 1987 y fue reemplazado por Cardin, quien se mantuvo en el cargo hasta su elección e inauguración del Senado en 2007.
El Servicio Postal de los Estados Unidos tiene oficinas de correos en Baltimore. La Oficina Principal de Correos de Baltimore se encuentra en la calle 900 de Fayette Este, en la zona de Jonestown.

## Demografía
Tras Nueva York, Baltimore fue la segunda ciudad estadounidense en superar los 100 000 habitantes (seguida de Nueva Orleans, Filadelfia y Boston). En los censos de 1830, 1840 y 1850, Baltimore era la segunda ciudad más poblada del país, superada por Filadelfia en 1860. Estuvo entre las diez ciudades más pobladas de los Estados Unidos en cada uno de los censos elaborados hasta 1980, y hasta la Segunda Guerra Mundial su población era cercana al millón de habitantes. La ciudad y su área metropolitana está entre las veinte primeras en términos de población. Sin embargo, en los años 1990, el censo estadounidense reveló que Baltimore había experimentado una de las mayores pérdidas de población junto con Detroit y Washington D. C., con pérdidas de alrededor de 84 000 habitantes entre 1990 y 2000.

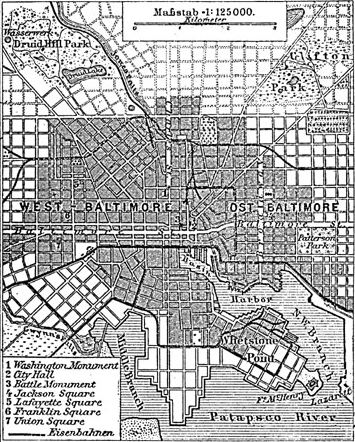
Mapa alemán de Baltimore del año 1888

En 2006, la población de Baltimore era de 637 455 habitantes. Según el Estudio de la Comunidad de los Estados Unidos dirigido por la Oficina del Censo, los blancos americanos representaban el 31,4% de la población de Baltimore; de los cuales, un 30,4% eran blancos no hispanos. Los afroamericanos contaban con un 63,8% de la población; de los cuales, un 63,6% eran negros no hispanos. Los amerindios eran el 0,3% de la población; de los que un 0,2% eran no hispanos. Los asiáticos contaban con el 1,9% de la población total. Los isleños del Pacífico representaban el 0,1% de la población de Baltimore. Los individuos de alguna otra raza eran el 1,3% de la población; de los cuales, el 0,2% eran no hispanos. Los individuos de dos o más razas representaban el 1,3% del total de la población. Los hispanos y latinos eran el 2,4% de la población de Baltimore.

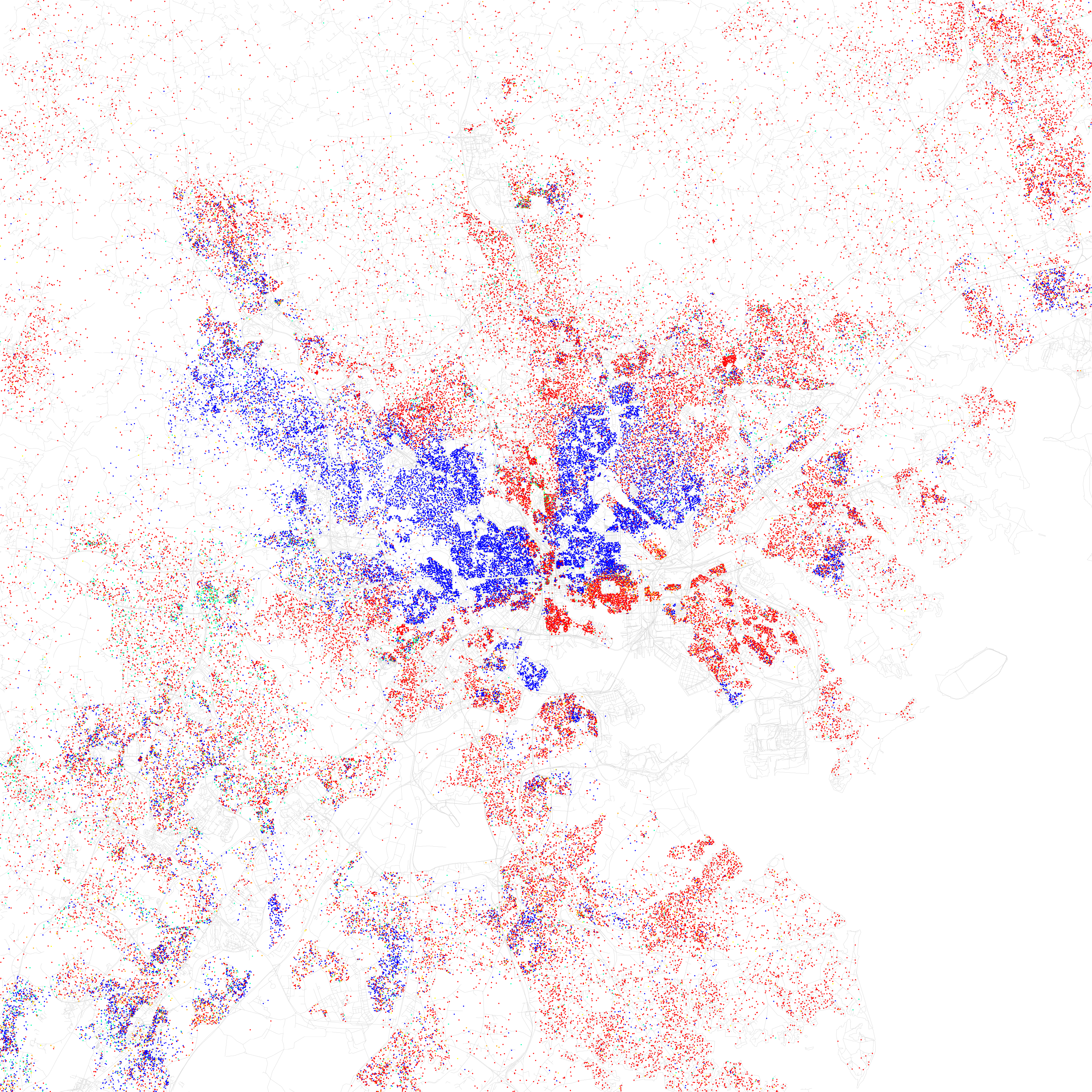
En rojo blancos, azul afroamericanos, el verde es asiático, el naranja es hispano, el amarillo es otro y cada punto tiene 25 residentes.

El área metropolitana Baltimore–Towson, en 2004, tenía una población estimada de 2,6 millones de habitantes. La densidad de población era de 3111,5/km². Había 300 477 unidades de viviendas con una densidad de 1435,8/km². La composición racial de la ciudad era de 64,85% afroamericanos; 31,28% blancos; 0,32% amerindios; 1,53% asiáticos; 0,03% isleños del Pacífico; 0,67% de otras razas; y el 1,47% de dos o más razas. El 1,70% de la población eran hispanos o latinos de cualquier raza. Sin embargo, este censo no representó fielmente una población latina que ha ido aumentando constantemente con el paso de los años. Este crecimiento es apreciable en los barrios del sudeste de la ciudad, como Upper Fells Point, Patterson Park y Highlandtown, así como en los barrios al noroeste como Fallstaff, y otros vecindarios del noreste de Baltimore. El 6,2% de la población tiene antepasados alemanes, según el censo de 2000.
De los 257 996 hogares, en el 25,5% viven menores de edad, 26,7% están formados por parejas casadas que viven juntas, 25,0% son llevados por una mujer sin esposo presente y 43,0% no son familias. El 34,9% de todos los hogares están formados por una sola persona y 11,3% incluyen a una persona de más de 65 años. El promedio de habitantes por hogar es de 2,42 y el tamaño promedio de las familias es de 3,16 personas.
El 24,8% de la población de la ciudad tiene menos de 18 años, el 10,9% tiene entre 18 y 24 años, el 29,9% tiene entre 25 y 44 años, el 21,2% tiene entre 45 y 64 años y el 13,2% tiene más de 65 años de edad. La mediana de la edad es de 35 años. Por cada 100 mujeres hay 87,4 hombres y por cada 100 mujeres de más de 18 años hay 82,9 hombres.
en el 2008 el ingreso medio de un hogar en la ciudad era de 30 078 dólares, y el ingreso medio de una familia era de 35 438$. Los hombres ganaban en promedio 31 767$ contra los 26 832$ que ganaban las mujeres. el ingreso per cápita en la ciudad era de 16 978$.de acuerdo a datos del 2008 El 19,3% de la población y el 15,4% de las familias tenían ingresos por debajo del nivel de pobreza. De la población total bajo el nivel de pobreza, el 30,6% eran menores de 18 años y el 18,0% eran mayores de 65 años.

## Transporte
La Administración de Transporte de Maryland gestiona servicios de transporte.

## Educación
El Sistema de Escuelas Públicas de la Ciudad de Baltimore gestiona escuelas públicas.

## Cultura
Históricamente una ciudad portuaria de clase obrera, Baltimore es denominada en ocasiones "ciudad de barrios" con más de 300 distritos identificados, tradicionalmente ocupados por distintos grupos étnicos. Los más notables son las tres zonas del centro de la ciudad a lo largo del puerto, el Inner Harbor, frecuentado por turistas debido a sus hoteles, tiendas y museos; Fells Point, antiguamente un lugar muy popular entre los marineros y en la actualidad restaurado y aburguesado (aparece en la película Sleepless in Seattle); y Little Italy, donde está basada la comunidad italoestadounidense de Baltimore. Más al interior, Mt. Vernon es el centro tradicional de la vida cultural y artística de la ciudad y en el que se encuentra el Monumento Washington, situado en la cima de una colina en una plaza urbana del siglo XIX.

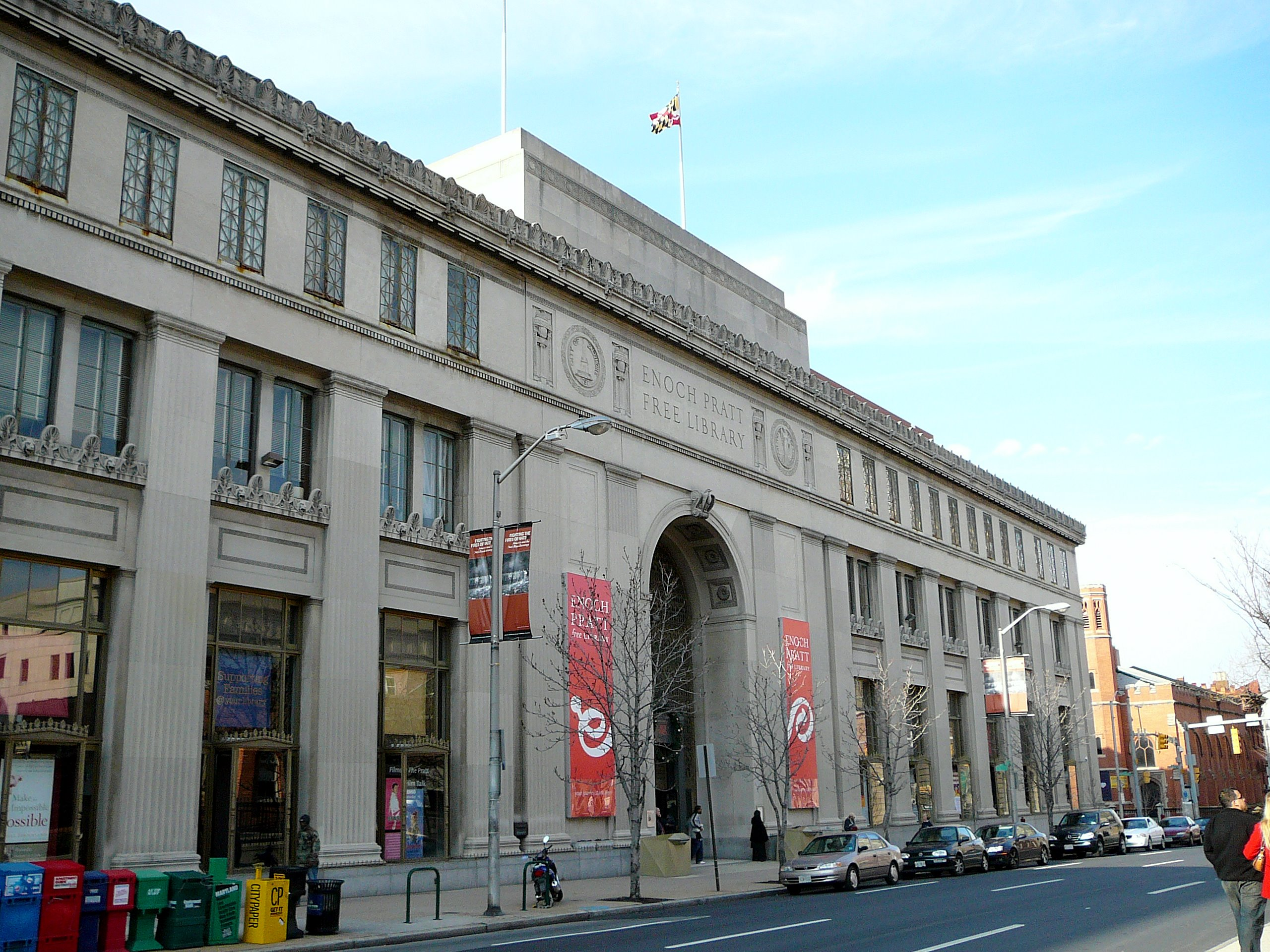
La Biblioteca Pública Enoch Pratt, construida en 1882, es una de las más antiguas del país.

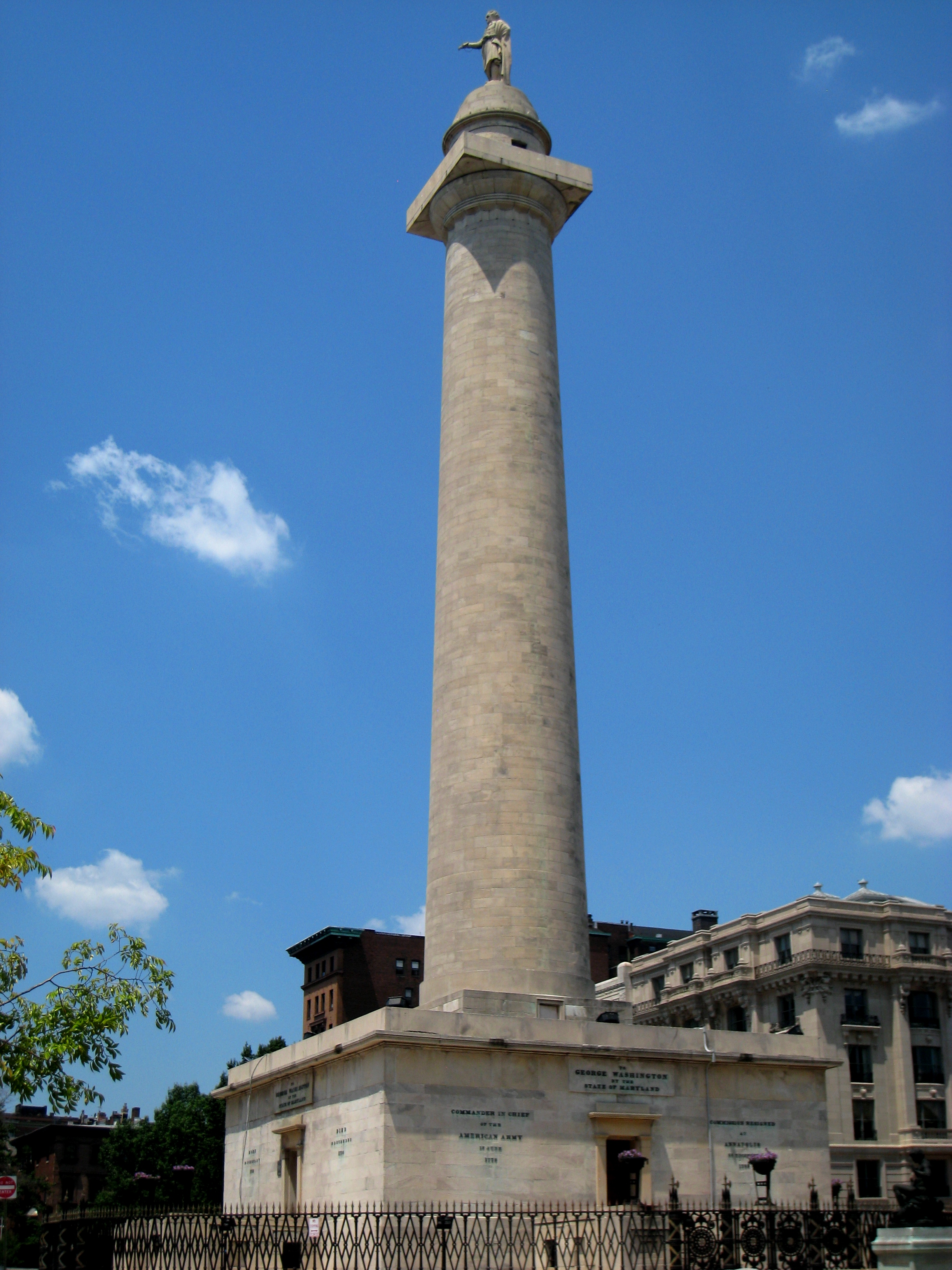
Monumento Washington.

El tradicional acento local ha sido acreditado como "baltimorese" o "bawlmorese". Los visitantes lo notan rápidamente ya que los nativos se refieren a su ciudad como "Bawlamer", sin pronunciar la "t" en la mayoría de las ocasiones. Recientemente también se conoce a la ciudad como "B-More". Baltimore generalmente ha sido pronunciado "Baldimore" por sus residentes, cambiando solamente el sonido de la "t" por una "d" más suave.
Como la demografía de Baltimore han cambiado desde la Segunda Guerra Mundial, su cultura y acentos se han desarrollado también. Hoy, después de décadas de emigración a los suburbios más allá de sus límites corporativos y la significativa inmigración de los estadounidenses negros de Georgia y las Carolinas, Baltimore se ha convertido en una ciudad de mayoría afrodescendiente con un cambio notable del dialecto y la cultura. Recientemente, barrios como Federal Hill y Canton han sido objeto de una amplia gentrificación, y en Upper Fells Point ha crecido una gran comunidad latina.
Gran parte de la cultura afroamericana de Baltimore tiene raíces previas a la "Gran Migración" del siglo XX del Deep South. Como Atlanta y Washington D. C., Baltimore ha contado con una exitosa clase media negra y con una comunidad profesional durante siglos. Antes de la Guerra Civil, Baltimore tenía una de las mayores concentraciones de afroamericanos libres entre las ciudades del país. En el siglo XX, Thurgood Marshall, nativo de Baltimore, se convirtió en el primer jurista afroamericano de la Corte Suprema de los Estados Unidos. La cultura de Baltimore ha sido muy popular en las películas de Barry Levinson, quien creció en los barrios judíos de la ciudad. Sus películas Diner, Tin Men, Avalon y Liberty Heights están inspiradas en sus vivencias en la ciudad.
El nativo de Baltimore John Waters parodia la ciudad en sus películas, incluido el clásico de culto de 1972 Pink Flamingos. Sus filme Hairspray y su versión musical de Broadway están basados en Baltimore. La serie de televisión The Wire, emitida por la cadena por cable HBO desde 2002 hasta 2008, se desarrolla en Baltimore.
El Museo de Arte de Baltimore es un museo de arte de los siglos XIX y XX fundado en 1914. Se encuentra entre los barrios de Charles Village y Remington, adyacente al campus Homewood de la Universidad Johns Hopkins, aunque el museo es una institución independiente no asociada a la universidad. El panorama artístico que ofrece se complementa, en la misma ciudad de Baltimore, con el Museo Walters, que abarca el arte de épocas anteriores.
Cada año, el festival Artscape tiene lugar en el barrio de Bolton Hill, debido a su proximidad con el Maryland Institute College of Art.

### Artes escénicas
La Orquesta Sinfónica de Baltimore es una orquesta de renombre internacional fundada en 1916. El actual director de música es Marin Alsop, un protegido de Leonard Bernstein. El Center Stage es la primera compañía de teatro en la ciudad y un grupo regional de gran reputación. La Compañía de Ópera de Baltimore fue una importante compañía regional de ópera, aunque se declaró en quiebra en 2008. El Baltimore Consort ha sido uno de los principales conjuntos de música durante más de 25 años. El France-Merrick Performing Arts Center es sede del restaurado Teatro Hipódromo, diseñado por Thomas W. Lamb.
Baltimore también cuenta con una amplia gama de grupos de teatro profesionales y comunitarios. Aparte del Center Stage, otras compañías de teatro en la ciudad son el Teatro Everyman y el Festival de Teatro de Baltimore. Entre los otros teatros comunitarios de la ciudad se incluyen el Teatro Comunitario Fells Point y el Arena Players.
Baltimore es la sede del Pride of Baltimore Chorus, un coro femenino tres veces ganador de la medalla de plata internacional, afliliado al Sweet Adelines International.

### Música
La música cuenta con gran tradición en Baltimore y la ciudad se ha convertido en un centro de importancia regional para la música clásica y jazz. Baltimore fue sede de una ópera y un teatro musical, y concentró una parte importante de la escena musical de Maryland. La música afroamericana existió en Baltimore durante la era colonial. La herencia afroamericana de Baltimore regresó en el siglo XX con el ragtime y el góspel. A finales de siglo, el jazz de Baltimore se hizo muy respetado entre los aficionados al género musical, y produjo numerosos artistas locales de gran reputación nacional, entre los que se incluyen Frank Zappa, Billie Holiday, Cab Calloway, Cyrus Chestnut, Ethel Ennis y Rivers Chambers. De Baltimore también son nativas un gran número de bandas de rock, punk y metal entre ellas esta Turnstile una de las bandas de Hardcore Punk más exitosas del siglo XXI. La banda más conocida es Beach House. Además, varios sellos independientes de cualquier tipo de audiencia provienen de la ciudad.
Maryland además aloja anualmente el Maryland Deathfest, uno de los festivales de música extrema más grandes del país, si no el más grande. Se celebra cada año el fin de semana anterior al Día de los Caídos. Hasta 2016, el festival ha acogido a más de 500 grupos de ámbito nacional e internacional.
La educación musical en Maryland se ajusta a los estándares del estado, implantado por el Baltimore City Public School System. La música es estudiada por todos los grupos de edad, y la ciudad es también sede de varios institutos de educación superior de música como el Instituto Peabody y la Universidad Towson.

### Medios de comunicación
El principal periódico de la ciudad es el The Baltimore Sun. Fue vendido por sus propietarios de Baltimore en 1986 a la Times Mirror Company, siendo comprado por la Tribune Company en 2000. Baltimore es el 26.º mayor mercado de televisión y el 21.º de radio en el país.
Como muchas ciudades en el siglo XX, Baltimore contaba con dos periódicos hasta que el Baltimore News-American dejó de publicarse en 1986. En 2006, Baltimore Examiner fue publicado para competir con The Sun. Era parte de una cadena nacional que incluye al San Francisco Examiner y Washington Examiner. En contraste con el pago de suscripción del Sun, The Examiner era un periódico gratuito financiado exclusivamente por la publicidad. Finalmente el periódico cerró el 15 de febrero de 2009.

## Deportes

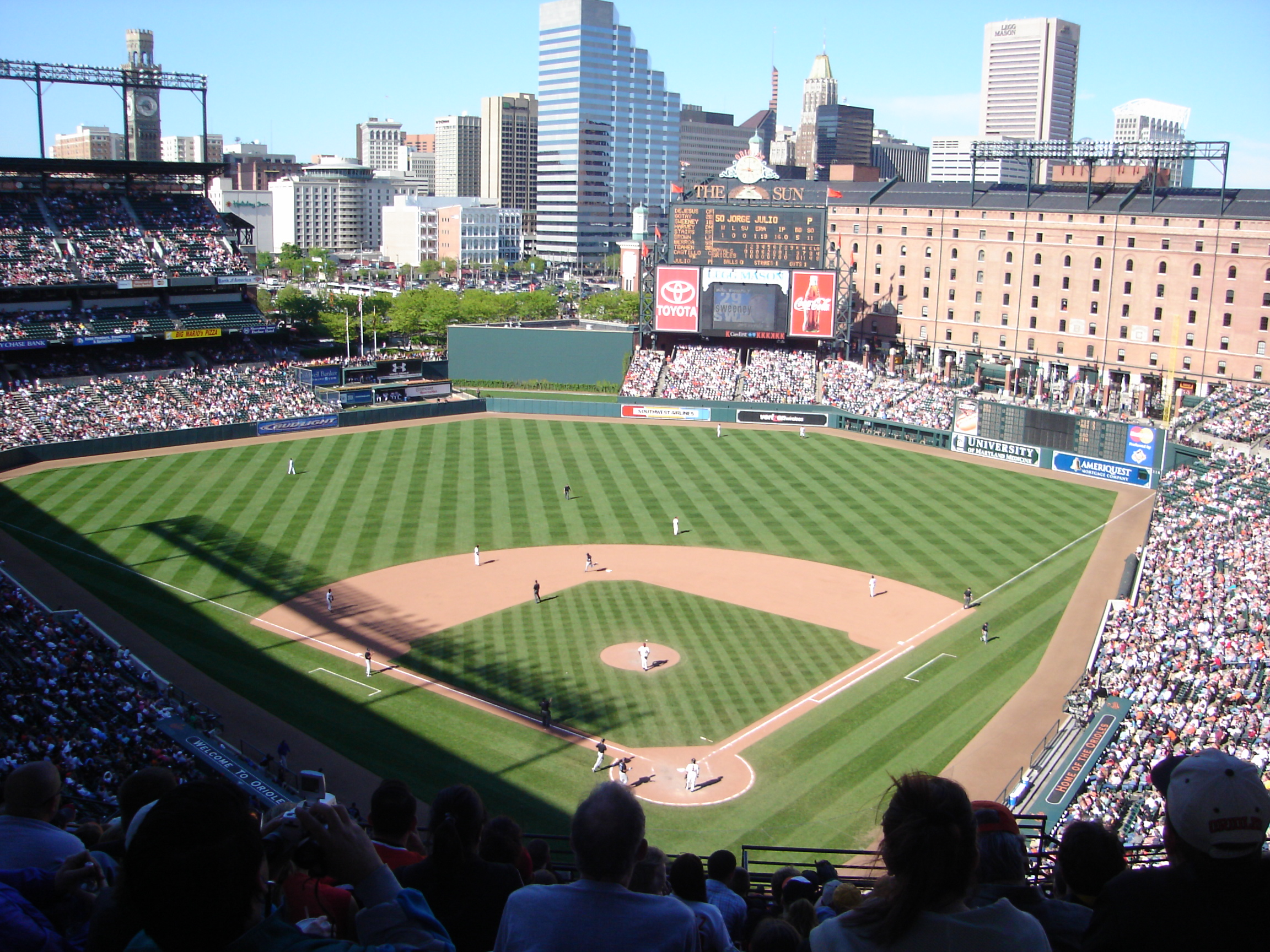
Oriole Park at Camden Yards.

Baltimore tiene una larga historia deportiva con muchos importantes equipos en diferentes épocas. Los Baltimore Orioles, de la Grandes Ligas de Béisbol, está localizado en Baltimore desde 1954 cuando los St. Louis Browns se trasladaron a la ciudad. Los Orioles han ganado tres campeonatos de las Series Mundiales (1966, 1970 y 1983), han avanzado a las Series Mundiales en 1969, 1971 y 1979, y han llegado hasta los playoffs en todos los años excepto en uno desde 1969 hasta 1974. En 1995, el jugador local (y posterior integrante del salón de la fama) Cal Ripken, Jr. batió la racha de Lou Gehrig de 2.130 partidos consecutivos jugados (por lo que fue nombrado Deportista del Año por la revista Sports Illustrated). Seis exjugadores de los Orioles han sido incluidos en el Salón de la Fama del Béisbol. Desde 1953 hasta 1984, los Baltimore Colts jugaron en la ciudad, ganando los campeonatos de la NFL de 1958 y 1959 y la Super Bowl V.

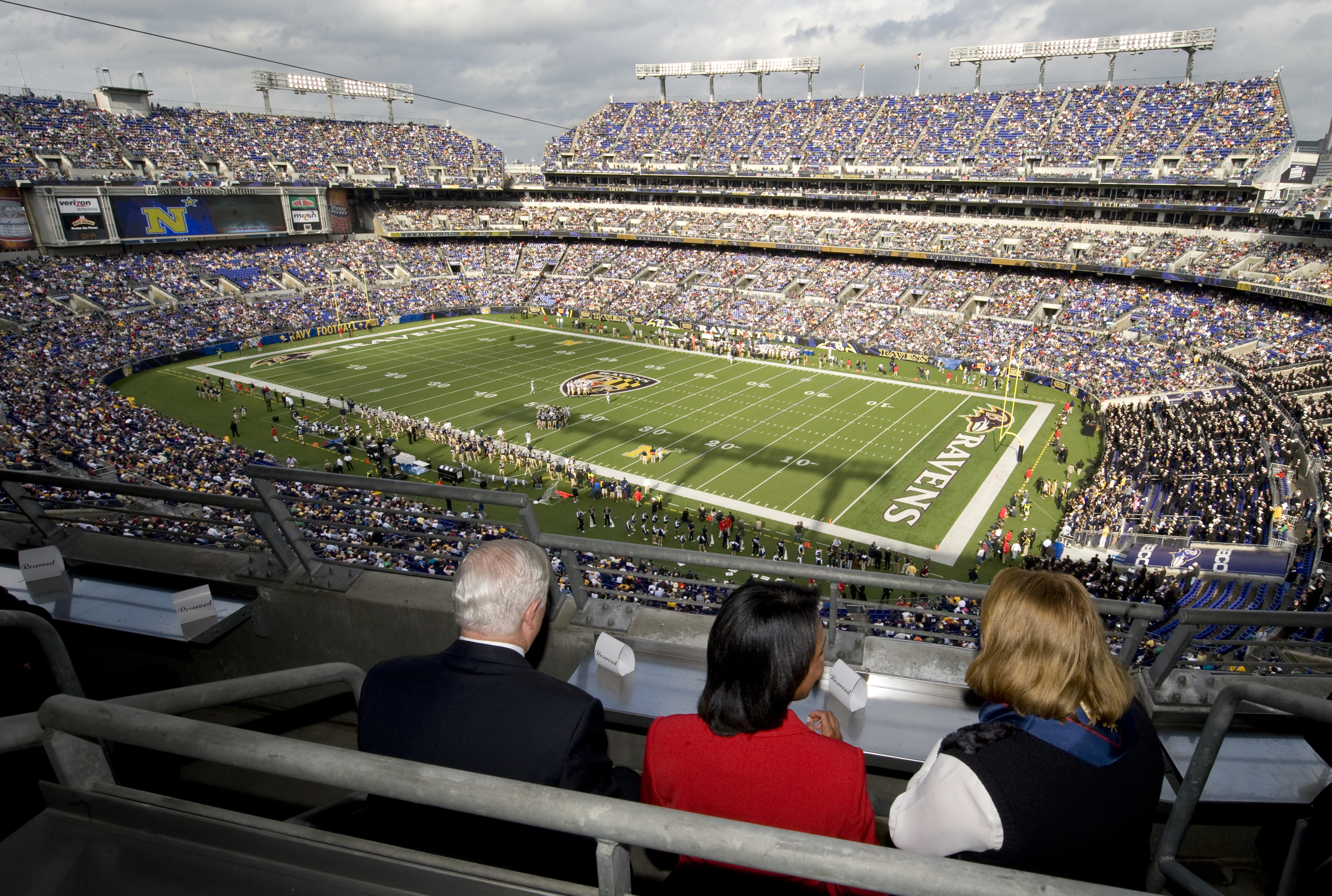
M&T Bank Stadium, sede de los Baltimore Ravens.

Los Baltimore CFLers, o Baltimore CFL Colts, fue un equipo profesional en expansión de fútbol americano que se unió a la CFL en 1994. Los CFLers permanecieron en Baltimore durante dos temporadas antes de trasladarse a Montreal tras la temporada 1995 y convertirse en los Montreal Alouettes. Los CFLers lograron el mejor inicio de dos temporadas de cualquier equipo en expansión de la CFL y es el único equipo estadounidense en la liga en ganar la Grey Cup.
El fútbol americano profesional regresó a Baltimore un año después de la marcha de los CFLers. Los Baltimore Ravens, de la National Football League, representan a la ciudad desde 1996 procedentes de Cleveland. El equipo ha tenido un gran éxito, conquistando la Super Bowl en 2001 y 2013, dos campeonatos de división (2003 y 2006) y dos apariciones en el campeonato de la AFC en 2001 y 2009.
En cuanto al baloncesto en la ciudad, Baltimore contó con los Baltimore Bullets, que ganó el campeonato de la BAA en 1948 y jugó en la National Basketball Association hasta 1954. Desde 1963 hasta 1973, otro equipo llamado Baltimore Bullets (sin ninguna relación con los antiguos Bullets) militó en la NBA hasta que se trasladó a Washington D. C. para convertirse en los actuales Washington Wizards. El lacrosse es el "deporte de equipo" oficial de Maryland y es muy popular en Baltimore. Las universidades de la ciudad con equipos masculinos y femeninos en la División 1 son Johns Hopkins, Loyola, UMBC y Towson. El Salón de la Fama del Lacrosse está ubicado en el campus de la Universidad Johns Hopkins.
Otros equipos actuales de Baltimore son: Baltimore Blast, de la National Indoor Soccer League, desde 1998; Crystal Palace Baltimore, de la USL Second Division, desde 2006; Baltimore Mariners, de la American Indoor Football Association, desde 2008; Baltimore Burn, de la National Women's Football Association, desde 2004; Baltimore Nighthawks, de la Independent Women's Football League, desde 2001; y Charm City Roller Girls, de la Women's Flat Track Derby Association, desde 2006. Desde 2011 acoge la IndyCar Series el Gran Premio de Baltimore en las calles de Inner Harbor.

## Ciudades hermanadas
La ciudad de Baltimore, de acuerdo con Sister Cities International, posee hermanamientos con las siguientes ciudades:
- Coatzacoalcos, México (2009)
- Alejandría, Egipto (1995)
- Ascalón, Israel (2005)
- Bremerhaven, Alemania (2007)
- Gbarnga, Liberia (1973)
- Génova, Italia (1985)
- Kawasaki, Japón (1978)
- Luxor, Egipto (1982)
- Odesa, Ucrania (1974)
- El Pireo, Grecia (1982)
- Róterdam, Países Bajos (1985)
- Xiamen, China (1985)